# 蘇聯國家獎勵制度
蘇聯國家獎勵（俄语：Государственные награды СССР）分為最高榮譽、榮譽稱號、勳章與獎章四大類。蘇聯共設有4種最高榮譽、24種榮譽稱號、21種勳章和56種獎章:122。蘇聯既是世界上第一個社會主義國家，也是設立國家榮譽稱號和勳獎章最早、時間最長和勳獎章設立最全、頒發數量最大的社會主義國家:118，勳獎章的設計極具獨特性，也影響了諸多後來出現的社會主義國家的國家獎勵制度，常用象徵物為紅旗、五角星、錘子與鐮刀、月桂葉、橡葉、麥穗和齒輪等等:127-128:44。
第一種蘇聯勳章為1918年由全俄中央執行委員會頒布命令、用於獎勵立有戰功者的紅旗勳章，後再設置多種勳章、獎章表揚在各領域取得成就的個人或團體，1934年時創設了「蘇聯英雄」稱號，為蘇聯的第一種榮譽稱號。1941年6月，納粹德國對蘇聯展開進攻，後者將此戰爭稱其作「偉大衛國戰爭」，因國家初期遭受重大損失，蘇聯為激勵士氣，大量創建了各種勳章和獎章，包括諸多在立國初期擔憂君主制復活而被禁止提到的俄羅斯民族英雄，也以其姓名創設了勳章，如以米哈伊爾·伊拉里奧諾維奇·庫圖佐夫元帥為名的庫圖佐夫勳章。進入冷戰後，蘇聯也設置多種獎勵科學發展、重建國家與人口扶養上成績顯著的人物。
1991年蘇聯解體後，其大量榮譽稱號、勳章與獎章制度被廢除，僅部份由繼承國立法重新啟用，如俄羅斯將「蘇聯英雄」改設為「俄羅斯聯邦英雄」，而蘇沃洛夫勳章、烏沙科夫勳章、庫圖佐夫勳章、亞歷山大·涅夫斯基勳章和納希莫夫勳章等勳章皆為俄羅斯保留使用至今。

## 歷史

### 立國初期

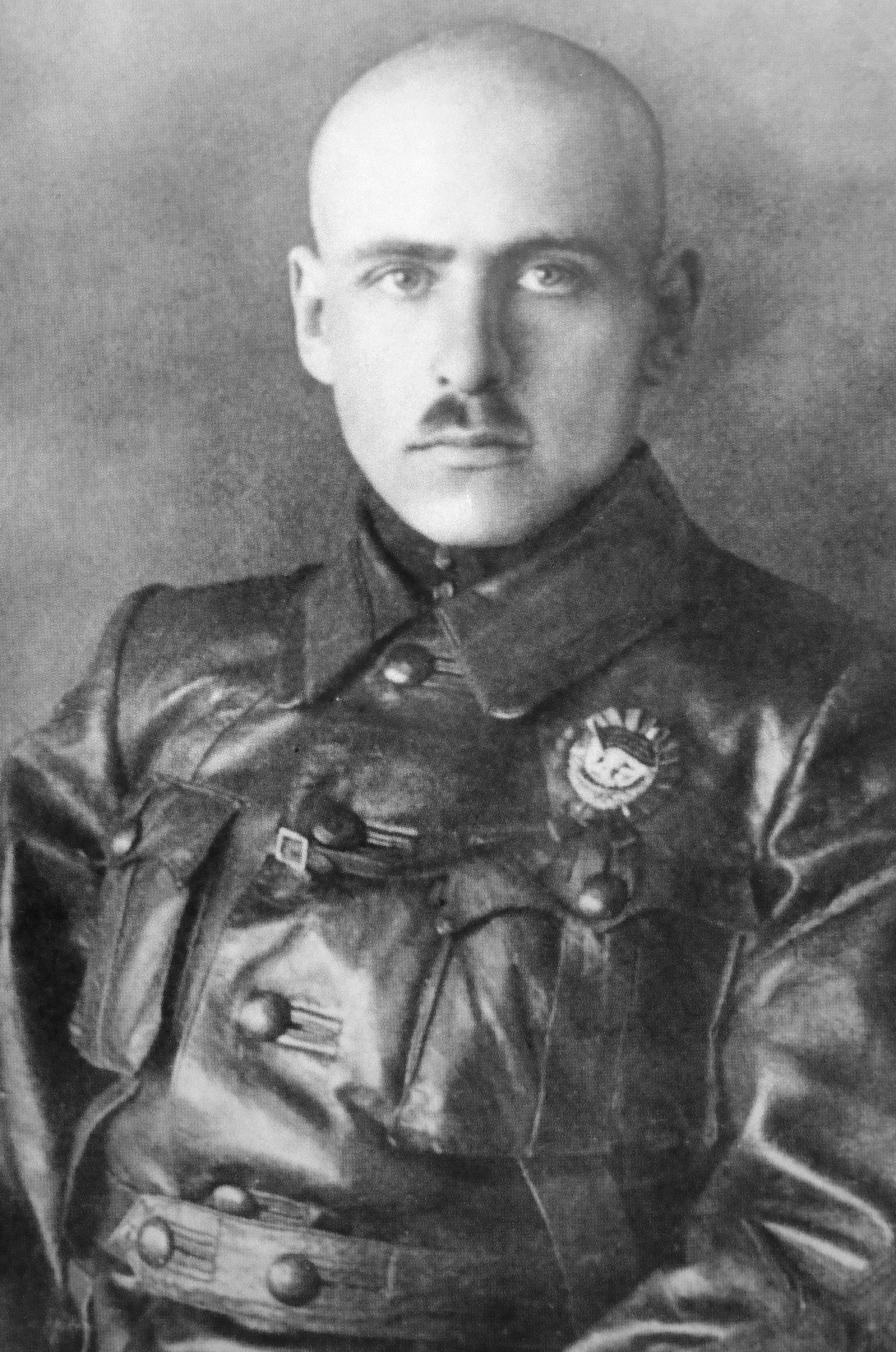
瓦西里·康斯坦丁诺维奇·布留赫尔，蘇聯第一種勳章——紅旗勳章授勛者。

蘇聯授勛制度的由來可追溯回蘇聯成立前，俄國革命家、後來蘇聯的締造者弗拉基米尔·列宁認為授勛制度是一種身份階級的象徵、違反了人人平等的原則:87，也因此，俄羅斯蘇維埃聯邦社會主義共和國於1917年12月15日發布了《全雇員權益平等法令》（Об уравнении всех служащих в правах），廢除了帝俄時代的所有授勛制度，以個人武器、手錶或禮品代替獎項。然而，由於協約國干涉以及與白軍的國內戰爭戰事，廢除授勛制度顯得極不現實，故紅軍的主要領導人雅科夫·米哈伊洛維奇·斯維爾德洛夫與列夫·達維多維奇·托洛斯基等人開始制定第一種「勳章」（Орден）——紅旗勳章:87，並於1918年9月30日首次頒授給在國內戰爭的紅軍主將瓦西里·康斯坦丁诺维奇·布留赫尔。
1924年8月1日，蘇共中央委員會通過建設全國統一的紅旗勳章，這標誌著蘇聯建立國家勳賞體系的開始:119。1928年9月7日，已轉為和平建設的蘇聯再設置了第二種勳章，也是第一種以民事類國家勳章的「勞動紅旗勳章」:87，由此標誌蘇聯勳賞體制分為軍民兩支線的開始:119。隨著蘇聯逐漸恢復國民經濟，在全國範圍有多方面顯赫成就，早期的勳章制度已不足以獎勵，故於1930年4月6日、正逢於列寧的生日（4月23日）之前，中央執行委員會再設置了列寧勳章，用於頒授在科學、文化、藝術、社會、教育、勞動、外交、軍事等各領域有顯赫功績，為國有所貢獻之個人與團體:87:400，中央執行委員會主席團於1930年5月23日決議出第一位列寧勳章獲得者——《共青團真理報》。同日，還制定了頒發給軍人的紅星勳章，頒給為保衛祖國而戰鬥、具備顯著功績的陸海軍軍人以及國境守備隊成員。二戰爆發前，蘇聯政府共制定五種勳章，包括：紅旗勳章、勞動紅旗勳章、列寧勳章、紅星勳章和榮譽勳章，為了貫徹社會主義的「階級平等」理念，除了列寧勳章被定為最高級別的勳章外，其他勳章均不像帝國時代有著明確的等級高低之分:87。
與表揚作戰中具有相當突出之貢獻者的勳章相對地是一系列的「獎章」（Медаль），證明授勛者曾參加過該作戰，第一種紀念獎章為制定於1938年1月24日的工農紅軍二十週年紀念獎章，授予對象為時至同年2月23日時，連續服役超過20年的紅軍軍人以及在內戰立功的人物:87。同年10月，又再設置了兩種獎章——英勇獎章、戰功獎章獎勵有功績的紅軍士兵:87。較勳章與獎章更高階級的是蘇聯的「榮譽稱號」（Почетные Звания）制度，1934年4月16日，為了表彰在社會事業中作出英雄般偉業的人物，蘇聯政府制定了第一種榮譽稱號——「蘇聯英雄」，這也是日後本制度中最高等級的榮譽。為區分是否為授勛者，最高蘇維埃主席團於1939年8月1日創設了金星獎章，每一位「蘇聯英雄」和列寧勳章獲得者皆可得到金星獎章:7。一般情況下，獎章的地位比勳章的地位要低，但金星獎章十分特殊，比其他勳章和獎章都有著更高的地位:87。具「蘇聯英雄」稱號者，可擁有免費醫療、租屋費用減免、高額退休金、免費旅行等福利，在許多文化活動上亦享有特權:7，若多次受獲此稱號，還將有在故鄉或莫斯科立上半身紀念銅像:87-88。

### 偉大衛國戰爭時期

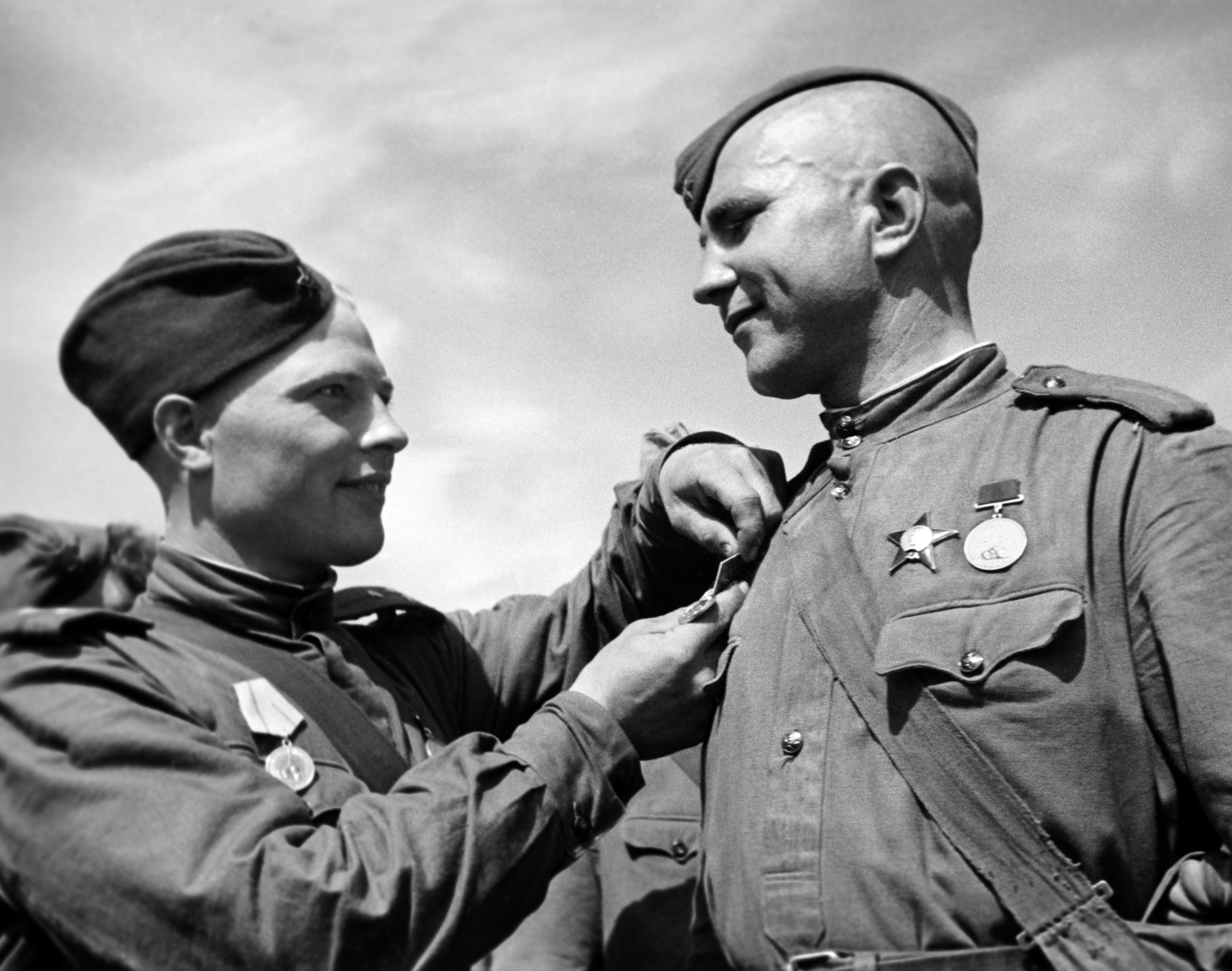
1944年6月1日，一名紅軍士兵正授勛配戴保衛列寧格勒獎章。在偉大衛國戰爭前授勛事宜一向由最高蘇維埃主席團所壟斷，直到戰爭爆發後因戰事激烈急促，後者才下放此權力予地方單位。

1941年6月22日，納粹德國發動「巴巴羅薩作戰」，大規模入侵蘇聯。蘇軍在最初戰事中損失極為慘重，直到同年12月的莫斯科戰役才止住德軍的進攻、保護了首都。在此戰中，有110名蘇軍將士被授予「蘇聯英雄」稱號、超過3萬人得到英勇獎章和戰功獎章，本次一口氣授封了超過100名的「蘇聯英雄」，令最高蘇維埃主席團體察到本國授勛種類之不足，故應再另外創設勳獎制度以提振紅軍士官兵的士氣:88。因為如此，隔年1942年，最高蘇維埃主席團推出了4種新的決定性戰役獎章和4種軍事勳章，大大提昇了勳章與獎章的豐富程度。尤其特別的是，最高蘇維埃主席團打破了因畏懼君主制復活而長期迴避的俄羅斯帝國的戰爭英雄人物之禁忌，以他們的姓名創設新式勳章:88，包括：蘇沃洛夫勳章（紀念亞歷山大·瓦西里耶維奇·蘇沃洛夫大元帥）、庫圖佐夫勳章（紀念打敗拿破崙入侵俄國的米哈伊爾·伊拉里奧諾維奇·庫圖佐夫元帥）、亞歷山大·涅夫斯基勳章（紀念擊退條頓騎士團入侵俄國的亞歷山大·雅羅斯拉維奇·涅夫斯基大公）等。
1942至1943年間的冬季，蘇軍在史達林格勒戰役中獲勝，於同年7月中的庫斯克會戰起開始進行戰略反攻。戰局逆轉令蘇軍士氣大為提昇，也因此在同年11月8日，最高蘇維埃主席團創設了整場偉大衛國戰爭中最高級別的軍事勳章——勝利勳章，奪回烏克蘭後，又以烏克蘭的民族英雄博格丹·米哈伊洛維奇·赫梅利尼茨基之名創設了博格丹·赫梅利尼茨基勳章:88。1945年5月，蘇軍攻佔柏林，德國無條件投降，偉大衛國戰爭結束，蘇聯於5月9日創建了1941-1945年偉大衛國戰爭戰勝德國獎章，授予給當時所有參加了偉大衛國戰爭的現役蘇軍將士。同年6月9日，蘇聯創建了一系列攻克敵國重要城市的獎章，包括攻克柏林獎章、攻克布達佩斯獎章、攻克柯尼斯堡獎章、攻克維也納獎章，還有解放被佔領國都市的一系列解放獎章，如解放布拉格獎章、解放華沙獎章、解放貝爾格勒獎章。1945年8月，蘇聯對日本宣戰，打敗了駐於滿洲的關東軍和佔領南庫頁島及千島群島，同年9月30日，蘇聯也創建了戰勝日本獎章授予參加作戰的183萬士官兵。
在激烈的衛國戰爭中，蘇聯的授獎制度發展成完善的體制，做了多項改革，其中尤其重要的是三點：一、下放授勛權力給地方單位，以往根據蘇聯憲法第121條規定：「授予蘇聯勳章與獎章之權力僅有最高蘇維埃主席團擁有」。然而這項制度在激烈的戰爭中常常審理時間過長、表揚戰士的功勳不即時:18，故在1942年11月10日最高蘇維埃主席團發出一系列命令修改後，前線各區的方面軍、軍團、艦隊司令、後來還持續下放到師、團、旅級指揮官也有了批准頒授蘇聯勳章與獎章的權力:18。同年12月26日，蘇聯空軍以及防空砲部隊也擁有了類似權力。一直到1947年2月26日，頒授勳章與獎章才又變回最高蘇維埃主席團的特權:18。二、於1941年7月7日初步制定了授勛者死亡後，勳章與獎章之處置方式。三、引入略章系統，在1943年前蘇軍的所有勳章與獎章是都沒有略章的，原因是早期的勳章不是沒有胸授章（即勳章上方會掛著的帶子），不然就是胸授章都為單一的純紅色，無法區分辨識，且軍人出入戰場身上掛載勳章易招致危險和難以保管，故最高蘇維埃主席團於1943年6月19日發布命令，除金星獎章、鐮刀與槌子獎章（在經濟與文化領域授予的最高級別勳章）和母親獎章外，所有的勳章與獎章都設置了相應的略章:431。

### 戰後至蘇聯解體

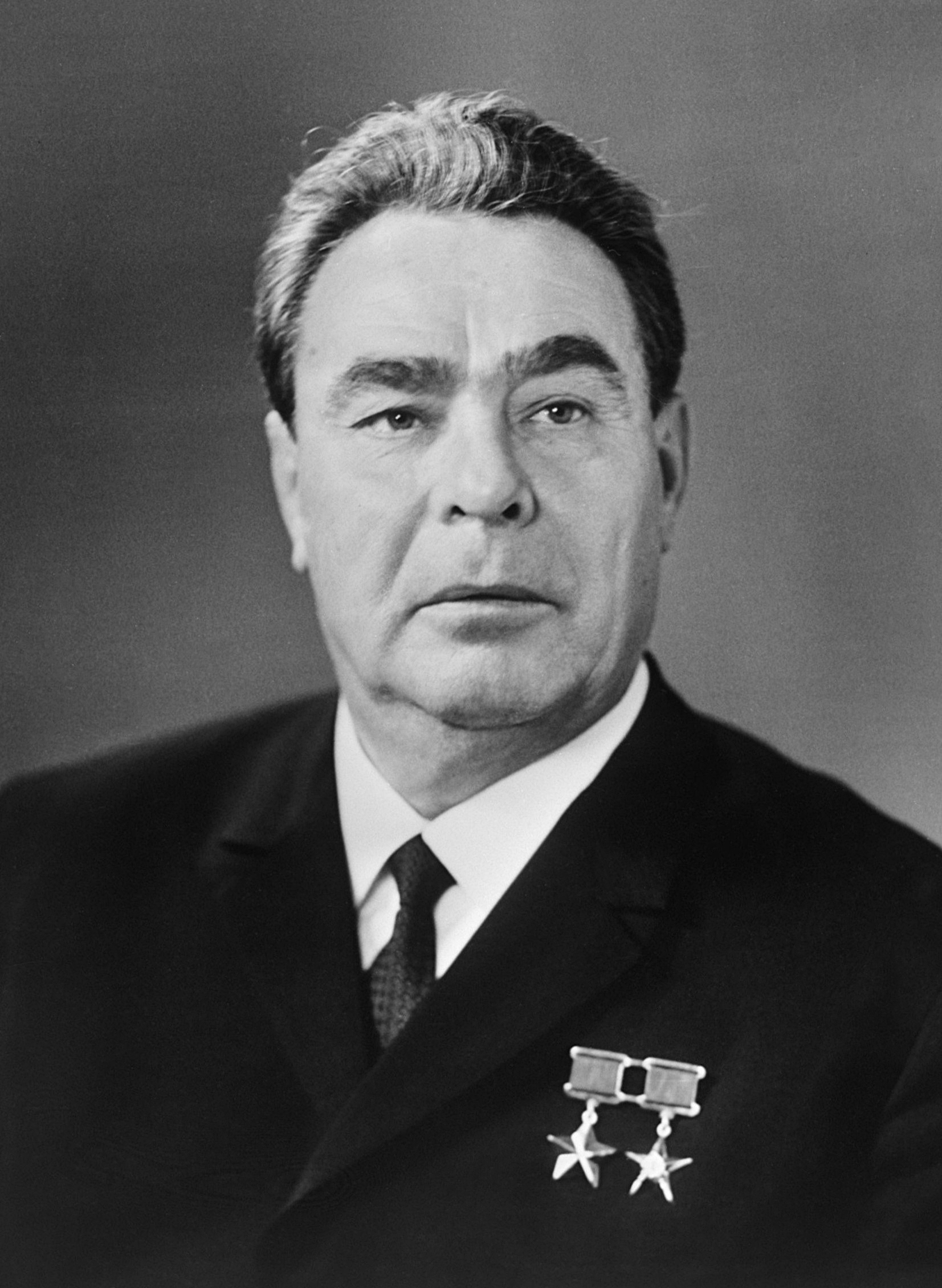
列昂尼德·伊里奇·布里茲涅夫主政期間，蘇聯勳獎章濫發成風，其國家榮譽大為貶值。

雖然蘇聯贏得了衛國戰爭的勝利，但國民經濟嚴重受創、全國生產力下降、人員損失極大，因此蘇聯政府以恢復國民經濟為當前目標，將提供給勳章和稱號者的福利以及資金進行部份的削減。1947年9月10日，最高蘇維埃主席團頒布命令：自1948年1月1日起將取消勳章獲得者的定期獎金制度、一年一度的國內免費旅行以及優先配給家用土地等等。除了福利削減外，蘇聯亦推動新的獎章來鼓勵人民積極從事戰後建設工作，如恢復頓巴斯煤礦獎章和恢復南方黑色冶金企業獎章。通過第四個五年計劃，蘇聯經濟於1950年回復到了戰前的水準。根據一些蘇聯高級成員的觀察結果，儘管新式獎章在1950年前確實起到了鼓舞作用，但到了1957年前後，因為多數人皆擁有而導致其價值與授勛者的積極性之下降。
戰後蘇聯並未參加大規模的戰爭，後來僅多增設一種軍事勳章——在蘇聯武裝力量中為祖國服務勳章，其他性質的勳章、獎章和榮譽稱號則截至1970年代末為止都以一年平均一種新設置獎勵:121。冷戰期間，由尼基塔·謝爾蓋耶維奇·赫魯雪夫與列昂尼德·伊里奇·布里茲涅夫當政的時代裡，蘇聯原先嚴謹審理的授勛制度開始動搖，後變為濫發:431。赫魯雪夫執政之初反對史達林的個人崇拜，但隨著手中權力的膨脹，行事作風也開始愛慕虛榮，自任職蘇共中央第一書記後共獲得了四次英雄稱號，前兩次的1957年和1961年尚可因成功領導「處女地運動」和尤里·阿列克谢耶维奇·加加林的太空飛行的成就而獲「社會主義勞動英雄」，但後兩次的「社會主義勞動英雄」與「蘇聯英雄」卻是在60歲和70歲生日時以「無私奉獻黨和人民」和「提高了蘇聯的經濟和國防實力，加強了蘇聯各族人民的團結，實行了列寧主義和平共處原則」這種十分牽強和模糊的理由授予的:129。
繼任赫魯雪夫的布里茲涅夫對勳獎章有著更強烈的執著，相關條目詳見「列昂尼德·勃列日涅夫所获奖项列表」。他的大多數高級勳章都是在擔任總書記後獲得，也就是依法自己授予自己:129。布里茲涅夫在二戰期間不過僅是一軍團的政治部主任、從未指揮任何一場戰役，卻在戰後給自己頒授了原作為最高級別的軍事勳章——勝利勳章，僅他一人是二次大戰後被授予，直到去世後該勳章才被繳回。在他60、70和72歲生日時也自行授予「蘇聯英雄」，而為了取得第四次，不惜於1980年修改法案，取消了《關於蘇聯英雄稱號的條例》中一人最多獲頒三次的規定，1981年，布里茲涅夫在75歲生日時合法取得了第四次的「蘇聯英雄」，成了蘇聯歷史上僅有的兩位獲得四次「蘇聯英雄」稱號者（另一位二戰期間戰功彪炳的朱可夫元帥）。另一個濫發的例子是列寧勳章，該勳章至蘇聯解體前頒發了47萬枚，而整場衛國戰爭期間也才只頒出了41,000枚，戰後45年的和平時期卻頒出了36萬枚，前國防部長德米特里·費奧多羅維奇·烏斯季諾夫元帥一人就獲得過11枚列寧勳章:401。其濫發風氣之盛，許多小事都能被布里茲涅夫設置名目發放獎勵，如涉及走私魚子醬的谢尔盖·费奥多罗维奇·梅杜诺夫只因為推崇布里茲涅夫的個人崇拜而被授予「社會主義勞動英雄」、在布里茲涅夫之後當到總書記的康斯坦丁·烏斯季諾維奇·契爾年科則只因為籌備和組織了黨的代表大會就在1976年獲得「社會主義勞動英雄」:130。布里茲涅夫甚至在觀賞間諜影劇《春天的十七個瞬間》時，眼見男主角斯蒂爾利茨即將在劇中被授予「蘇聯英雄」，表示要親自頒授該榮譽，然而眾人告知其僅為虛構人物，布氏依然於幾天後將「社會主義勞動英雄」和列寧勳章頒給了飾演斯蒂爾利茨的演員維亞切斯拉夫·瓦西里耶維奇·吉洪諾夫:130-131。
米哈伊爾·謝爾蓋耶維奇·戈巴契夫主政後，蘇聯全國開始了多樣改革，其中包括在獎勵制度上的重大修改，最高蘇維埃主席團於1988年8日22日通過決議，在授勛事宜上透明化、限制並減少紀念性質的授章、重新確立半身像紀念原則以及廢除了9個蘇聯榮譽稱號:69。然而布里茲涅夫主政的18年對蘇聯國家榮譽還是造成難以磨滅的傷害，在蘇聯存在的最後十餘年裡，勳獎章在蘇聯群眾，特別是中青年眼中已變得一文不值，甚至是諷刺領導人的笑話元素，在黑市中也經常有人在倒賣勳獎章:130-131。1988年12月28日，蘇共中央設立個人英勇勳章，成為蘇聯最後一種勳獎章:122。1991年，蘇聯解體，除了少數如「俄罗斯联邦英雄」繼承了「蘇聯英雄」的稱號之例子外，大多數的蘇聯時代獎勵在該國解體後不再使用。自1918年至1988年設置最後一項勳獎章期間，蘇聯共設有4種「最高榮譽」稱號、21種勳章和56種獎章:122，每一種勳章和獎章都附有最高蘇維埃主席團（根據時期不同，或為全俄中央执行委员会與蘇聯中央委員會主席團）頒發之命令與條例，詳細寫述該章表揚範圍、配戴方式、授勛者可享有之權利與優惠:399。

## 授予規範
自全俄中央執行委員會設置第一種勳章以來，每一種榮譽稱號、勳獎章都有相應的嚴密條例，1936年5月7日通過的《蘇維埃社會主義共和國勳章總條例》即作為有關法律性文件沿用了43年之久，直到1979年《關於蘇聯勳章、獎章和榮譽稱號的一般規定》才取而代之，《一般規定》規定呈請、頒發蘇聯國家獎賞的程序，申請需由授勛者工作單位行政機關與黨組織、公會組織、共青團組織聯合提出，並逐級上報，只有蘇維埃最高主席團有權授予獎項，或以委託形式讓授勛者主管機關代為授獎:34-35。蘇聯的每一種勳章和獎章均有由授勛者本人或團體的證書，以及由官方保管的獎勵檔案。獎勵檔案有授勛者單位的嘉獎令和個人受賞檔案兩方面，前者為授勛者主管機關記錄根據某法令、某時期和條件而授予該榮譽，後者則分作登記卡和獎勵卡兩種，分別記錄授勛者過往和單次授勛的記錄:125，自1936年起獎勵卡以「勳章證書」形式留存，該證書由國家貨幣印刷廠印製，封面為紅色，頂部為蘇聯國徽圖案，下方則是四行銘文「蘇維埃社會主義共和國聯盟」（Союз Советских Социалистических Республик），底部則是銘文「勳章證書」（Орденская книжка），國徽與銘文皆為金色:57。除第六型起將「蘇維埃社會主義共和國聯盟」去除外，各型證書大致相同。
蘇聯勳獎章配戴的基本原則為「所有的獎章皆是配在左胸」、「配戴相同勳章時需依照授勛時間作排列」，「依照勳章和獎章的等級差別決定其位置」。下為蘇聯於1980年3月28日由最高蘇維埃重新發布命令規範的勳獎章等級順序，也直接影響了其配戴方式，此規定至蘇聯解體前再無重大之變化。
| 各章等級（由大至小）:23 | |
| 最高榮譽                | 金星、鐮刀與槌子（劳动金星）、英雄母親 |
| 勳章                    | 列寧、十月革命、勝利、紅旗、一級蘇沃洛夫、一級烏沙科夫、一級庫圖佐夫、一級納希莫夫、一級波格丹·赫梅利尼茨基、二級蘇沃洛夫、二級烏沙科夫、二級庫圖佐夫、二級納西莫夫、二級波格丹·赫梅利尼茨基、三級蘇沃洛夫、三級庫圖佐夫、三級波格丹·赫梅利尼茨基、亞歷山大·涅夫斯基、一級、二級衛國戰爭、勞動紅旗、各民族人民友誼、紅星、一級、二級、三級在蘇聯武裝力量中為祖國服務、榮譽、個人勇氣、一級、二級、三級光榮、一級、二級、三級勞動光榮、一級、二級、三級母親光榮 |
| 獎章                    | 勇敢、烏沙科夫、戰功、納希莫夫、忘我勞動、勞動優秀、紀念列寧誕辰一百週年、保衛蘇聯國界、一級、二級優秀服役、維護社會秩序、一級、二級游擊隊員、救火勇敢、搶救溺水者、保衛列寧格勒、保衛莫斯科、保衛敖德薩、保衛塞瓦斯托波爾、保衛史達林格勒、保衛高加索、保衛基輔、保衛蘇聯北極地區、戰勝德國、勝利20週年、勝利30週年、勝利40週年、戰勝日本、攻克布達佩斯、攻克柯尼斯堡、攻克維也納、攻克柏林、解放貝爾格勒、解放華沙、解放布拉格、戰爭中忘我勞動、退休勞動者、蘇聯武裝力量老兵、鞏固戰鬥友誼、恢復南方工業、恢復頓巴斯、墾荒、建設貝阿鐵路、改造非黑土地帶、開發西西伯利亞、紅軍20週年、陸海軍30週年、建軍40週年、建軍60週年、建軍70週年、民警50週年、莫斯科800週年、列寧格勒250週年、基輔1500週年、一級、二級母親 |
| 配戴條例:23             | |
| 勳章與獎章              | - 左胸最高位置，由內向外為金星獎章、鐮刀與槌子（劳动金星）獎章、英雄母親勳章三種最高級別之勳獎章。 - 若無則配戴紀念列寧誕辰一百週年獎章而前述最高級別勳獎章存在時，前者配戴於左胸最高位置之外斜下方，若無該位置則空出。 - 左胸由內至外，由上至下，所有使用五邊形的勳獎章，依等級順序排列。左胸靠下位置配戴勝利勳章。 - 右胸從內向外、由上而下，除了勝利勳章外所有圓盤型的勳章按照等級順序。優秀服役獎章位於最下方。 |
| 略章                    | - 左胸最高位置，由內向外為金星獎章、鐮刀與槌子獎章、母親英雄勳章，這三種勳章沒有略章，但與其他勳章、獎章略章同時配戴。 - 左胸略章最高一排居中——勝利勳章的略章，寬46公釐、高12公釐。其餘每條略章寬24公釐、高8公釐。 - 左胸略章從內向外、從上至下——其他勳章、獎章（包括紀念列寧誕辰一百週年獎章、優秀服役獎章）的略章依照等級順序排列。 - 左胸下方，由內向外一級、二級、三級母親光榮勳章、一級、二級母親獎章（未設略章，但與其他勳章、獎章的略章同時配戴）。 |

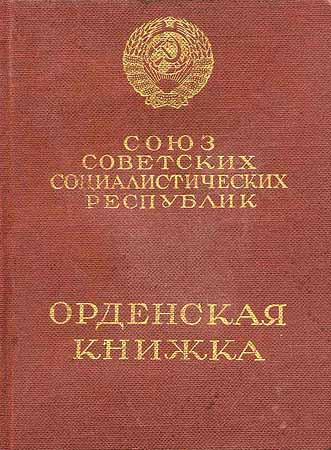
二型勳章證書
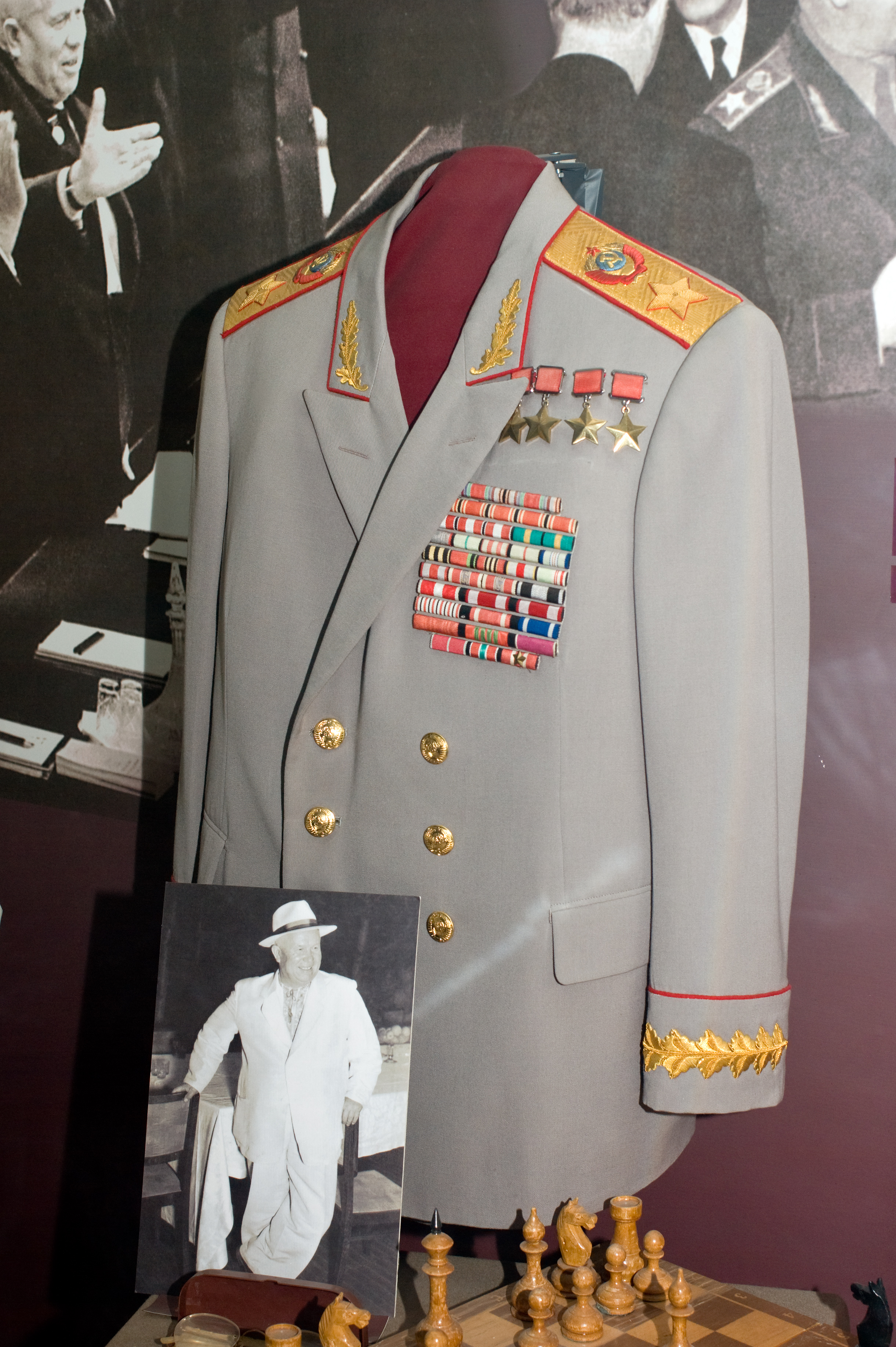
格奧爾基·康斯坦丁諾維奇·朱可夫元帥大衣上的略章，左胸由上而下分別為四面金星獎章、兩面勝利勳章，其餘按勳獎章等級配戴。
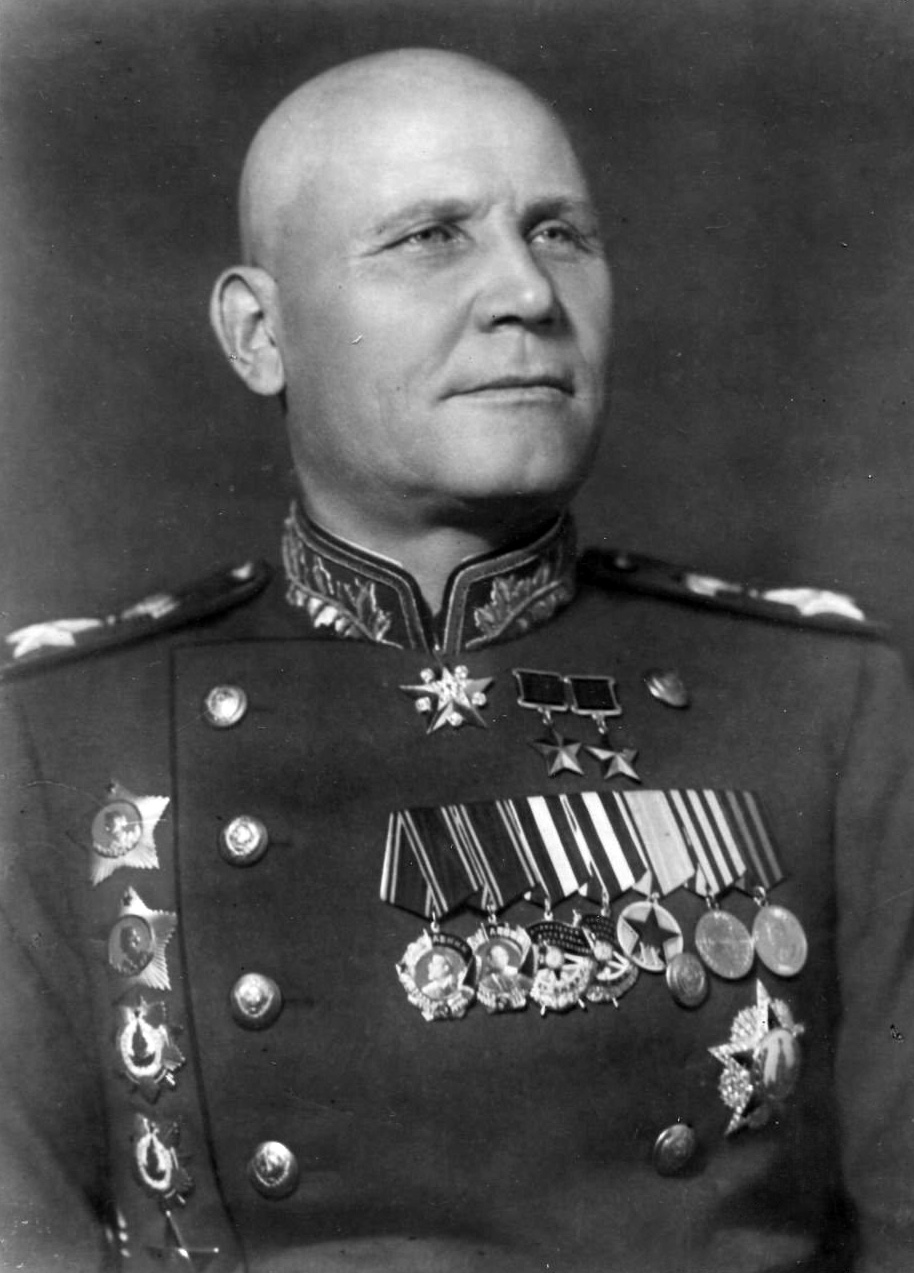
伊萬·斯捷潘諾維奇·科涅夫元帥正裝照，左胸兩枚金星獎章，其下按等級依次配戴列寧勳章、紅旗勳章各兩枚，其餘三枚依等級排列之獎章；左胸靠下位置配戴勝利勳章；右胸由上而下配戴蘇沃洛夫勳章、庫圖佐夫勳章等。
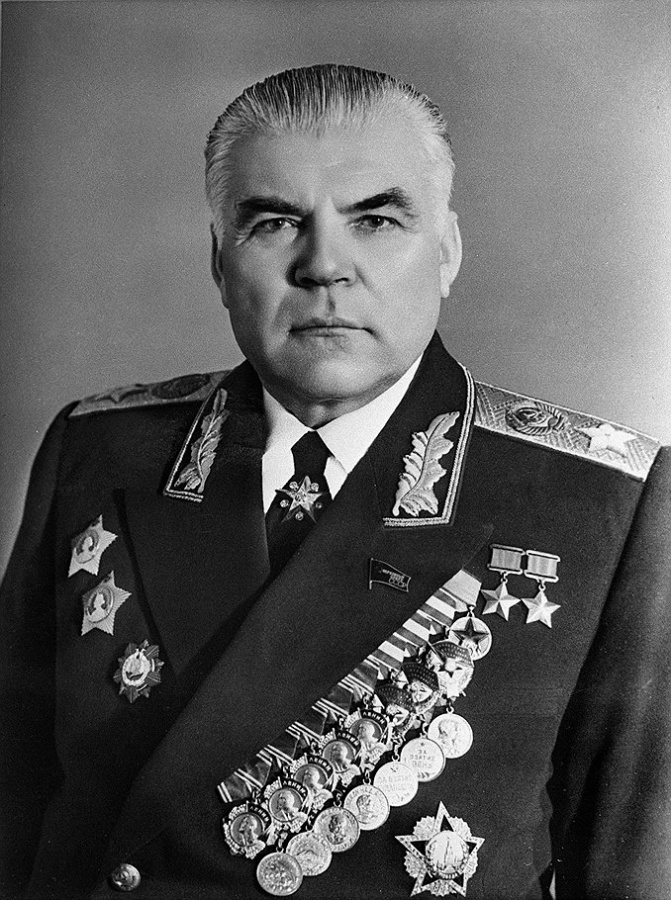
羅季翁·雅科夫列維奇·馬利諾夫斯基元帥正裝照，左胸兩枚金星獎章，斜向排列由下至上按等級依次配戴五枚列寧勳章、三枚紅旗勳章與紅軍建軍二十週年獎章，下排獎章亦同；左胸下方配戴勝利勳章；右胸由上而下則為兩枚蘇沃洛夫勳章與一枚庫圖佐夫勳章。

## 列表
- 代表該獎勵在蘇聯解體前被廢除
- 代表該獎勵存在不同等級或授予類型
- 註：各列表均以設置時間排序，有多種級別的獎勵僅顯示最高級別者的照片與略章。

### 最高榮譽
| 圖片 | 名稱                                              | 設置日期           | 授予次數                                                  | 授予資格 |
| ---- | ------------------------------------------------- | ------------------ | --------------------------------------------------------- | --- |
|      |                                                   |                    |                                                           | |
|      | 蘇聯英雄                                          | 1934年4月16日:421  | 2度獲得：154人 3度獲得：3人 4度獲得：2人 共授封12,745人次 | 授予為國家建立英雄功績者:421。 |
|      |                                                   |                    |                                                           | |
|      | 社會主義勞動英雄                                  | 1938年12月27日:412 | 2度獲得：221人 3度獲得：16人 共授封20,747人次             | 授予對國家經濟與社會主義文化建設方面具英雄功績者:412。 |
|      |                                                   |                    |                                                           | |
|      | 英雄母親 Мать-героиня                             | 1944年8月18日:413  | 約431,000人                                               | 授予生育與扶養10名以上子女的蘇聯母親，規定在最後一位小孩過第一次生日、其他九位（無論是收養或親生者皆算）必須在世的情況下才符合標準。若孩子因英勇行徑、軍事原因或其他可敬的原因而去世亦符合其標準。 |
|      |                                                   |                    |                                                           | |
|      | 英雄城市 / 英雄要塞 Города-герои / Крепость-герой | 1965年5月8日:1900  | 12座城市，1座要塞                                         | 授予市民在1941年至1945年的偉大衛國戰爭中表現出巨大的英雄主義和勇氣來保衛祖國的蘇聯城市。布列斯特要塞則授予「英雄要塞」稱號。                                                                       |

### 榮譽稱號
| 圖片 | 名稱                 | 設置日期                                   | 授予次數  | 授予資格 |
| ---- | -------------------- | ------------------------------------------ | --------- | --- |
|      |                      |                                            |           | |
|      | 蘇聯人民藝術家       | 1937年1月13日                              | 1,007人   | 授予在對蘇聯音樂劇、電影、戲劇、廣播的發展、培養新一代藝術家方面做出特殊貢獻的傑出藝術家。 |
|      |                      |                                            |           | |
|      | 蘇聯人民畫家         | 1943年7月16日                              | 159人     | 授予在對蘇聯繪畫、雕塑、攝影、戲劇、應用藝術、電影的發展、培養新一代藝術家方面做出特殊貢獻的傑出藝術家。                                                                                                 |
|      |                      |                                            |           | |
|      | 蘇聯功勳試飛員       | 1958年8月14日                              | 419人:384 | 授予在蘇聯民用航空工業或國防部有卓越貢獻的軍人或平民試飛員的最高級勳章，授勛者必須在研究新技術和試飛領域擁有多年的卓越表現。                                                                             |
|      |                      |                                            |           | |
|      | 蘇聯功勳試飛領航員   | 1958年8月14日                              | 不詳      | 授予在民用航空或蘇聯國防部的第一級領航試驗員，授勛者需在研發航空技術與試驗領域上有多年創造性的成果。 |
|      |                      |                                            |           | |
|      | 蘇聯宇航員           | 1961年4月14日                              | 72人      | 授予在太空飛行表現優異的宇航員。 |
|      |                      |                                            |           | |
|      | 蘇聯功勳軍事飛行員   | 1965年1月26日 此稱號於1988年8月22日遭廢除  | 701人     | 授予在軍事飛行單位、軍事機關、軍校、軍事組織或其他聯邦機構裡服役的一流軍事飛行員以及軍事飛行教官，表彰其於航空技術方面的突出成就、教育和培训飛行員方面的優異表現以及在長時間無故障駕駛軍用航空器。       |
|      |                      |                                            |           | |
|      | 蘇聯功勳軍事領航員   | 1965年1月26日 此稱號於1988年8月22日遭廢除  | 不詳      | 授予在軍事飛行單位、軍事機關、軍校、軍事組織或其他聯邦機構裡服役的一流軍事領航員以及軍事領航員教官，表彰其於航空技术发展方面的突出成就、教育和培训飛行員方面的優異表現以及在長時間無故障駕駛軍用航空器。 |
|      |                      |                                            |           | |
|      | 蘇聯功勳飛行員       | 1965年9月30日 此稱號於1988年8月22日遭廢除  | 不詳      | 授予一流民用飛行員，表彰其於發展現代航空技術方面具備卓著的成就、運行最先進的駕駛技術、對飛行員實施最高標準的教育和培訓、長期無故障飛行以及在民生經濟航空方面的突出成就等特殊貢獻。                       |
|      |                      |                                            |           | |
|      | 蘇聯功勳領航員       | 1965年9月30日 此稱號於1988年8月22日遭廢除  | 不詳      | 授予發展現代航空技術、使用最先進的領航技術、以最高標準教育與培訓飛行人員、長時間無故障飛行與在國民經濟領域以航空達到卓著成就的一流民航人員。                                                             |
|      |                      |                                            |           | |
|      | 蘇聯人民建築師       | 1967年8月12日                              | 不詳      | 授予在城市規劃或重要建築物設計方面取得卓著成果者。 |
|      |                      |                                            |           | |
|      | 蘇聯人民醫生         | 1977年10月25日                             | 不詳      | 授予在醫學、診所、醫院等機構為公共衛生事業發展做出巨大貢獻、展現出卓著專業技能、高尚品德和奉獻精神的醫生。                                                                                               |
|      |                      |                                            |           | |
|      | 蘇聯人民教師         | 1977年12月30日                             | 不詳      | 授予普通學校、職業學校及其他教育機構的講師，對公共教育與教授兒童、青少年共產主義方面做出特殊貢獻者。 |
|      |                      |                                            |           | |
|      | 蘇聯功勳發明家       | 1981年12月28日                             | 16人      | 授予提出創新技術、工程，或是具有特別重大的經濟意義的發展新方向者。 |
|      |                      |                                            |           | |
|      | 蘇聯功勳農業工作者   | 1982年5月31日                              | 不詳      | 授予對農業發展做出巨大貢獻的集體農莊、國營農場和其他農業企業、組織和事業單位的工人，授勛者需從事農業生產和農業工作至少20年。                                                                             |
|      |                      |                                            |           | |
|      | 蘇聯功勳跳傘試飛員   | 1984年7月13日 此稱號於1988年8月22日遭廢除  | 不詳      | 授予多年來檢驗降落傘裝備、試飛和其他救援跳傘手段方面具創造性工程和特殊貢獻者。 |
|      |                      |                                            |           | |
|      | 蘇聯功勳改良者       | 1984年10月26日 此稱號於1988年8月22日遭廢除 | 不詳      | 授予在建設、工業、經營、科學、設計和其他企業、組織和事業單位對土地開墾有重大貢獻者，授勛者需在该领域工作10年以上。                                                                                       |
|      |                      |                                            |           | |
|      | 蘇聯功勳設計師       | 1985年6月14日 此稱號於1988年8月22日遭廢除  | 不詳      | 授予在設計與技術組織、研發機構、生產單位、企業開發領域、提供高效率技術、使有關經濟指標達到世界最高標準的傑出貢獻者。                                                                                     |
|      |                      |                                            |           | |
|      | 蘇聯功勳技術專家     | 1985年6月14日 此稱號於1988年8月22日遭廢除  | 不詳      | 授予在設計與技術組織、研發機構、生產單位、企業開發領域、提供高效率技術、使有關經濟指標達到世界最高標準的傑出貢獻者。                                                                                     |
|      |                      |                                            |           | |
|      | 蘇聯功勳機械師       | 1985年8月16日 此稱號於1988年8月22日遭廢除  | 不詳      | 授予在研發新型機器與設備方面取得了巨大成功的工業、科學組織、機械製造企業和研究機構以及其他部門工作員工。                                                                                                 |
|      |                      |                                            |           | |
|      | 蘇聯功勳建設者       | 1988年8月22日                              | 不詳      | 授予在建築業、建材工業、研發與設計單位等機構具突出生產與科技成就、加速生產進度與提高品質方面的優秀工作者，授勛者需在國民經濟相關部門維持高盈利15年以上。                                                 |
|      |                      |                                            |           | |
|      | 蘇聯功勳運輸工作者   | 1988年8月22日                              | 不詳      | 授予在企業、事業單位和組織從事鐵路、空運、海運、河道、公路與運輸路線服務，提高載具使用率、運輸服務、實踐高盈利、確保運輸作業與貨物安全的突出成就者，授勛者需在國民經濟相關部門工作15年以上。             |
|      |                      |                                            |           | |
|      | 蘇聯功勳通訊工作者   | 1988年8月22日                              | 不詳      | 授予在企業、事業單位和通訊組織中對通信設施開發與改進取得突出成就者，授勛者需在通訊組織與國民經濟相關部門工作15年以上。                                                                                   |
|      |                      |                                            |           | |
|      | 蘇聯功勳武裝力量專家 | 1988年8月22日                              | 不詳      | 授予在蘇聯武裝力量加強國防與專業領域具卓越貢獻的現役軍官，授勛者需在蘇聯武裝力量服役15年以上。 |
|      |                      |                                            |           | |
|      | 蘇聯功勳工業工作者   | 1988年8月22日                              | 不詳      | 授予在企業、研發與技術單位、其他機構和工業組織中，提高勞動生產率、產品品質和降低成本方面取得突出成就者，授勛者需在工業界工作15年以上。                                                                   |

### 勳章
| 圖片 | 名稱                                                                           | 設置日期                           | 授予次數                                                               | 授予資格 |
| ---- | ------------------------------------------------------------------------------ | ---------------------------------- | ---------------------------------------------------------------------- | --- |
|      |                                                                                |                                    |                                                                        | |
|      | 紅旗勳章 Орден Крaсного Знамени                                                | 1918年9月16日:401 1924年8月1日:402 | 自1924年至1991年： 約581,300枚                                         | 授予軍事傑出表現者。在列寧勳章出現前，該勳章也是蘇聯唯一的軍事勳章。在俄羅斯蘇維埃聯邦社會主義共和國成立後，於1918年9月16日首先創立，其他如亞美尼亞、喬治亞、亞塞拜然等也各自有自己的紅旗勳章，在紅軍於內戰中獲勝、蘇聯成立後，再於1924年8月1日設置全國統一的紅旗勳章。:401                                                            |
|      |                                                                                |                                    |                                                                        | |
|      | 勞動紅旗勳章 Орден Трудового Красного Знамени                                  | 1928年9月7日                       | 截至1995年1月1日： 約1,224,590枚                                       | 授予在勞動方面有出色成就的民間人士，對應授予軍人的紅旗勳章:407。 |
|      |                                                                                |                                    |                                                                        | |
|      | 列寧勳章 Орден Ленина                                                          | 1930年4月6日                       | 截至1995年1月1日： 431,417枚                                           | 授給軍人或民間人士，同時也是後者所能獲得的最高級別勳章，授予條件為下列三者其一：在保衛祖國的戰鬥中表現非凡、鞏固國家和平或對社會有卓越勞動成就:400。 |
|      |                                                                                |                                    |                                                                        | |
|      | 紅星勳章 Орден Красной Звезды                                                  | 1930年4月6日                       | 截至1995年1月1日： 約3,876,740枚                                       | 授予為在戰爭或和平時期、對蘇聯的國防事業有卓越貢獻的陸海軍成員。此章在長期服務獎勵創設前，也曾授給服務15年以上的蘇聯官兵:408。 |
|      |                                                                                |                                    |                                                                        | |
|      | 榮譽勳章 Орден «Знак Почета»                                                   | 1935年11月25日                     | 截至1995年1月1日： 約1,580,850枚                                       | 授予創造生產達到高指標，在科研和文體活動中取得突出成就，技術上有發明創造，以及在提高蘇軍戰鬥力和加強蘇聯國防方面有功的個人或團體:410。 |
|      |                                                                                |                                    |                                                                        | |
|      | 衛國戰爭勳章 Орден Отечественной войны                                         | 1942年5月20日                      | 截至1992年1月1日： 一級：2,487,098枚 二級：6,688,497枚                 | 授予所有在偉大衛國戰爭中做出英勇表現的蘇軍官兵、游擊隊、安全部隊成員。在1985年慶祝衛國戰爭40週年時，此章被頒授給所有在該戰爭存活下來的老兵，授予級別可能為一級或二級。 |
|      |                                                                                |                                    |                                                                        | |
|      | 蘇沃洛夫勳章 Орден Суворова                                                    | 1942年7月29日                      | 一級：391枚 二級：2,863枚 三級：4,012枚                                | 一級授予在作戰行動中指揮能力優秀的軍團級指揮官，二級授予戰勝具數量優勢之敵軍的軍、師和旅級指揮官，三級則授予領導卓越的團級指揮官與其參謀長、營、連級指揮官:69。 |
|      |                                                                                |                                    |                                                                        | |
|      | 庫圖佐夫勳章 Орден Кутузова                                                    | 1942年7月29日                      | 一級：675枚 二級：3,326枚 三級：3,328枚                                | 一級授予巧妙迴避敵軍攻擊並成功反擊之的方面軍與軍團指揮官，二級授予軍、師和旅級指揮官，三級授予團級指揮官與其參謀長、營、連級指揮官。 |
|      |                                                                                |                                    |                                                                        | |
|      | 亞歷山大·涅夫斯基勳章 Орден Александра Невского                                | 1942年7月29日                      | 42,165枚                                                               | 授予展現勇氣與果斷領導的軍官。 |
|      |                                                                                |                                    |                                                                        | |
|      | 波格丹·赫梅利尼茨基勋章 Орден Богдана Хмельницкого                             | 1943年10月10日                     | 一級：323枚 二級：2,390枚 三級：5,738枚                                | 一級授予成功引導部隊解放地區或城鎮，並對敵軍造成重大損失的方面軍或軍團司令官，二級授予突破敵軍防線或打擊敵軍後方的軍、師、旅或連司令官，三級授予表現出機智與勇敢，使戰鬥獲得勝利的游擊隊領導人、士官、士兵。 |
|      |                                                                                |                                    |                                                                        | |
|      | 勝利勳章 Орден Победа                                                          | 1943年11月8日                      | 20枚                                                                   | 授予順利完成一個或數個方面軍參加的大型戰役，而使戰略態勢發生了有利於蘇軍變化的蘇聯武裝力量最高級指揮人員:403。 |
|      |                                                                                |                                    |                                                                        | |
|      | 光榮勳章 Орден Слава                                                           | 1943年11月8日                      | 截至1989年： 一級：2,620枚 二級：46,473枚 三級：997,815枚              | 授予戰爭中面對敵人表現勇敢的士官、士兵和空軍下級軍官。獲頒者會先收到第三級勳章，若再有英勇表現會再頒授第二與第一級。 |
|      |                                                                                |                                    |                                                                        | |
|      | 烏沙科夫勳章 Орден Ушакова                                                     | 1944年3月3日                       | 一級：47枚 二級：194枚                                                 | 授予在制定作戰計畫和執行上有傑出表現，並因此導致戰鬥勝利的海軍軍官。 |
|      |                                                                                |                                    |                                                                        | |
|      | 納希莫夫勳章 Орден Нахимова                                                    | 1944年3月3日                       | 一級：82枚 二級：469枚                                                 | 授予在制定作戰計畫和執行上有傑出表現的海軍軍官。 |
|      |                                                                                |                                    |                                                                        | |
|      | 英雄母親勳章 Орден Мать-героиня                                                | 1944年3月3日                       | 截至1995年1月1日： 約431,000人                                         | 授予「母親英雄」稱號獲得者。 |
|      |                                                                                |                                    |                                                                        | |
|      | 光榮母親勳章 Орден «Материнская слава»                                         | 1944年7月8日                       | 截至1983年1月1日： 一級：753,000枚 二級：1,508,000枚 三級：2,786,000枚 | 授予養育多名孩子的母親，一、二、三級資格分別為9、8、7名孩子:413，於么子出生時頒發，其條件是除么子外所有孩子（無論為親生還是收養）均在世：或是因英雄行為、軍事行動以及其他令人尊敬的情況下喪生者亦可計入在內。 |
|      |                                                                                |                                    |                                                                        | |
|      | 十月革命勳章 Орден «Октябрьской Революции»                                     | 1967年10月31日                     | 截至1995年1月1日： 106,462枚                                           | 授予積極從事革命活動、為建成社會主義和建設共產主義、加強蘇聯的國防實力方面建立功勳，在同蘇維埃國家的敵人的戰鬥中表現特別勇敢，在發展國民經濟、科學文化方面取得重大成就、，以及為發展和加深蘇聯同其他國家人民之間的友好聯繫、為鞏固和平而積極工作的蘇聯公民、企業、機關、團體、勞動者群體、部隊和兵團，以及共和國、邊疆區、州和市:401。 |
|      |                                                                                |                                    |                                                                        | |
|      | 各民族人民友誼勳章 Орден Дружбы народов                                        | 1972年12月17日                     | 截至1995年1月1日： 72,760枚                                            | 授予加強國家各民族的合作與情誼，促成蘇聯在經濟、社會、政治、科學、軍事和文化發展的成就者:408。 |
|      |                                                                                |                                    |                                                                        | |
|      | 勞動光榮勳章 Орден Трудовой Славы                                              | 1974年1月18日                      | 截至1995年1月1日： 一級：952枚 二級：約50,000枚 三級：650,000枚        | 授予在企業、團體、集體農莊和國營農場內多年勞動和生產優異的工交業工人、建築業工人、生產能手、農莊莊員和農業工人。獲得者可享有較高的養老金與免費搭乘大眾運輸工具的福利:411。 |
|      |                                                                                |                                    |                                                                        | |
|      | 在蘇聯武裝力量中為祖國服務勳章 Орден За службу Родине в Вооружённых Силах СССР | 1974年10月28日                     | 截至1991年1月： 一級：13枚 二級：589枚 三級：69,576枚                  | 於承平或戰時頒授給在蘇聯武裝部隊中具模範服務資格者，首先會被頒發第三級，若有進一步作為再頒發第二與第一級。與頒授給平民的勞動光榮勳章相同，獲得者可享有某些物質上的福利。 |
|      |                                                                                |                                    |                                                                        | |
|      | 個人英勇勳章 Орден «За личное мужество»                                        | 1988年12月28日                     | 截至1991年底： 超過629枚                                               | 授予打擊罪行、緊急事件、自然災禍及人生命受到危險的其他情形時的援救生命行動中，表現出英勇精神的公民:410。 |

### 獎章
| 圖片 | 名稱 | 設置日期       | 授予次數                                                              | 授予資格 |
| ---- | --- | -------------- | --------------------------------------------------------------------- | --- |
|      | |                |                                                                       | |
|      | 紅軍建軍二十週年獎章 Юбилейная медаль «XX лет Рабоче-Крестьянской Красной Армии»                                           | 1938年1月24日  | 37,504枚                                                              | 授予此前在工農紅軍和紅海軍基幹部隊服役到1938年2月23日服役不少於20年的指揮與主管人員，也授予參加國內戰爭和其他保衛蘇維埃祖國的自由與獨立的戰鬥的人員以及榮獲過紅旗勳的人員:425。 |
|      | |                |                                                                       | |
|      | 英勇獎章 Медаль «За отвагу»                                                                                                | 1938年10月17日 | 4,569,893枚                                                           | 授予在為蘇維埃祖國和保衛蘇聯國境不受侵犯的戰鬥中個人表現勇敢的蘇聯陸海軍軍人與邊防軍軍人:414。 |
|      | |                |                                                                       | |
|      | 戰功獎章 Медаль «За боевые заслуги»                                                                                        | 1938年10月17日 | 5,210,078枚                                                           | 授予戰鬥中表現勇敢或者冒生命危險以巧妙的主動行動幫助前線取得戰鬥勝利的軍人與非軍人:414。 |
|      | |                |                                                                       | |
|      | 勞動英勇獎章 Медаль «За трудовую доблесть»                                                                                 | 1938年12月27日 | 截至1995年1月1日： 約1,825,100枚                                      | 授予在工農業生產中達到高指標、在發展科學技術方面取得成就、在文化建設和發展蘇聯藝術方面做出成績的蘇聯公民:415。 |
|      | |                |                                                                       | |
|      | 勞動優秀獎章 Медаль «За трудовое отличие»                                                                                  | 1938年12月27日 | 2,146,400枚                                                           | 授予進行突擊工作、在生產中達到高指標、在發展科學技術和文化方面有功的工人、集體農莊莊員、職員、工程技術人員以及其他工作人員:415。 |
|      | |                |                                                                       | |
|      | 金星獎章 | 1939年8月1日   | 2度獲得：154人 3度獲得：3人 4度獲得：2人 共授封12,745人次             | 授予「蘇聯英雄」稱號獲得者。 |
|      | |                |                                                                       | |
|      | 鐮刀與槌子獎章 медалью Серп и Молот                                                                                        | 1940年5月22日  | 2度獲得：221人 3度獲得：16人 共授封20,747人次                         | 授予「社會主義勞動英雄」稱號獲得者:412。 |
|      | |                |                                                                       | |
|      | 保衛列寧格勒獎章 Медаль «За оборону Ленинграда»                                                                            | 1942年12月22日 | 截至1985年： 約1,470,000枚                                            | 授予參與保衛列寧格勒作戰的紅軍、海軍、內務人民委員部軍人與參與敵對行動、對防禦工事建設、防空、保護公共事業、消防行動、文化、照顧傷病者、兒童保育有所貢獻的平民。 |
|      | |                |                                                                       | |
|      | 保衛敖德薩獎章 Медаль «За оборону Одессы»                                                                                  | 1942年12月22日 | 截至1985年： 約30,000枚                                               | 授予1941年8月10日至10月16日期間參與保衛敖德薩作戰的紅軍、海軍、內務人民委員部軍人與直接參與保衛行動的平民。 |
|      | |                |                                                                       | |
|      | 保衛塞瓦斯托波爾獎章 Медаль «За оборону Севастополя»                                                                       | 1942年12月22日 | 截至1995年1月1日： 約52,540枚                                         | 授予1941年11月5日至1942年7月4日期間參與保衛塞瓦斯托波爾作戰的紅軍、海軍、內務人民委員部軍人與直接參與保衛行動的平民。 |
|      | |                |                                                                       | |
|      | 保衛史達林格勒獎章 Медаль «За оборону Сталинграда»                                                                         | 1942年12月22日 | 截至1995年1月1日： 約759,560枚                                        | 授予參與1942年7月12日至11月19日期間保衛史達林格勒作戰的紅軍、海軍、內務人民委員部軍人與直接參與保衛行動的平民。 |
|      | |                |                                                                       | |
|      | 卫国战争游击队员奖章 Медаль «Партизану Отечественной войны»                                                                | 1943年2月2日   | 截至1995年1月1日： 一級：56,883枚 二級：70,992枚                      | 授予衛國戰爭年代游擊運動的積極參加者:416。 |
|      | |                |                                                                       | |
|      | 乌沙科夫奖章 Орден Ушакова                                                                                                 | 1944年3月3日   | 截至1995年1月1日； 16,080枚                                           | 授予在海上戰鬥中表現勇敢的海軍軍士與士兵，相當於陸軍與空軍的勇敢獎章:414。 |
|      | |                |                                                                       | |
|      | 納希莫夫獎章 Медаль Нахимова                                                                                               | 1944年3月3日   | 截至1995年1月1日； 約14,020枚                                         | 授予海軍軍士、士兵以及其他冒著生命危險以自己的巧妙、主動、勇敢的行為幫助海軍艦艇、部隊和分隊勝利完成戰鬥任務的人員:415。 |
|      | |                |                                                                       | |
|      | 保衛莫斯科獎章 Медаль «За оборону Москвы»                                                                                  | 1944年5月1日   | 截至1995年1月1日： 約1,028,600枚                                      | 授予1941年10月19日至1942年1月25日期間至少參與保衛莫斯科作戰一個月的紅軍、海軍、內務人民委員部軍人與直接參與保衛行動的平民、1941年7月22日至1942年1月25日期間積極實施防空作戰的軍人與平民。 |
|      | |                |                                                                       | |
|      | 保衛高加索獎章 Медаль «За оборону Кавказа»                                                                                 | 1944年5月1日   | 截至1985年： 約870,000枚                                              | 授予1942年7月至1943年10月期間至少參與保衛高加索作戰三個月的紅軍、海軍、內務人民委員部軍人與直接參與保衛行動的平民。 |
|      | |                |                                                                       | |
|      | 母親獎章 Медаль Материнства                                                                                                | 1944年7月8日   | 截至1995年1月1日： 一級與二級共計約13,150,000枚                       | 一級授予生育並教養6名子女的母親，二級則授予5名子女者:428。 |
|      | |                |                                                                       | |
|      | 保衛蘇聯北極地區獎章 Медаль «За оборону Советского Заполярья»                                                              | 1944年12月5日  | 截至1995年1月1日： 約353,240枚                                        | 授予1941年6月22日至1944年11月期間參與保衛北極地區的紅軍、海軍、內務人民委員部軍人與平民。 |
|      | |                |                                                                       | |
|      | 1941－1945年偉大衛國戰爭戰勝德國獎章 Медаль «За Победу над Германией в Великой Отечественной войне 1941-1945 гг.»          | 1945年5月9日   | 截至1995年1月1日： 約14,933,000枚                                     | 授予直接參加戰鬥或在蘇聯武裝力量教導部隊、後備部隊、後勤部隊、院校和各機關以自己的有效工作保障勝利的人員:419。 |
|      | |                |                                                                       | |
|      | 1941-1945年偉大衛國戰爭中忘我勞動獎章 Медаль «За доблестный труд в Великой Отечественной войне 1941—1945 гг.»              | 1945年6月6日   | 截至1995年1月1日： 約16,096,750枚                                     | 授予在1941年至1945年衛國戰爭中以自己的英勇和忘我勞動保障蘇聯戰勝法西斯德國的工業和運輸業的工人、工程技術人員和職員，集體農莊莊員和農業專家，科學技術和文化藝術工作者，蘇維埃、黨、工會和其他社會團體的工作者:423。 |
|      | |                |                                                                       | |
|      | 攻克布達佩斯獎章 Медаль «За взятие Будапешта»                                                                              | 1945年6月9日   | 截至1995年1月1日： 約362,050枚                                        | 授予1944年12月20日直接參與攻克布達佩斯、1945年2月15日後組織與佔領該城市的紅軍、海軍與內務人民委員部軍人。 |
|      | |                |                                                                       | |
|      | 攻克柯尼斯堡獎章 Медаль «За взятие Кенигсберга»                                                                            | 1945年6月9日   | 截至1987年： 約760,000枚                                              | 授予1945年1月23日至4月10日期間直接參與攻克柯尼斯堡、組織與佔領該城市的紅軍、海軍與內務人民委員部軍人。 |
|      | |                |                                                                       | |
|      | 攻克維也納獎章 Медаль «За взятие Вены»                                                                                     | 1945年6月9日   | 截至1995年1月1日： 約277,380枚                                        | 授予1945年3月16日至4月13日期間直接參與攻克維也納、組織與佔領該城市的的紅軍、海軍與內務人民委員部軍人。 |
|      | |                |                                                                       | |
|      | 攻克柏林獎章 Медаль «За взятие Берлина»                                                                                    | 1945年6月9日   | 共約1,100,000枚                                                       | 授予1945年4月22日至5月2日期間直接參與攻克柏林、組織與佔領該城市的紅軍、海軍與內務人民委員部軍人。 |
|      | |                |                                                                       | |
|      | 解放貝爾格勒獎章 Медаль «За освобождение Белграда»                                                                         | 1945年6月9日   | 共約70,000枚                                                          | 授予1944年9月29日至10月22日期間直接參與進攻貝爾格勒、組織與解放該城市的紅軍、海軍與內務人民委員部軍人。 |
|      | |                |                                                                       | |
|      | 解放華沙獎章 Медаль «За освобождение Варшавы»                                                                              | 1945年6月9日   | 截至1995年1月1日： 約701,700枚                                        | 授予1945年1月14日至17日期間直接參與進攻華沙、組織與解放該城市的紅軍、海軍與內務人民委員部軍人。 |
|      | |                |                                                                       | |
|      | 解放布拉格獎章 Медаль «За освобождение Праги»                                                                              | 1945年6月9日   | 截至1995年1月1日： 約400,070枚                                        | 授予1945年5月3日至9日期間直接參與進攻布拉格、組織與解放該城市的紅軍、海軍與內務人民委員部軍人。 |
|      | |                |                                                                       | |
|      | 戰勝日本獎章 Медаль «За победу над Японией»                                                                                | 1945年9月30日  | 約1,800,000枚                                                         | 授予作為遠東第1、第2和外貝加爾方面軍一部分、太平洋艦隊、阿穆爾河區艦隊等直接參與反日本帝國主義敵對行動的紅軍、海軍和內務人民委員部部隊、以及於國防部、海軍人民委員部、內務人民委員部支持蘇軍於遠東作戰者。 |
|      | |                |                                                                       | |
|      | 恢復頓巴斯煤礦獎章 Медаль «За восстановление угольных шахт Донбасса»                                                       | 1947年9月10日  | 截至1995年1月1日： 約46,350枚                                         | 授予在生產中達到高指標和為恢復頓巴斯煤炭工業立了功的工人、職員、工程技術人員和經濟工作者:424。 |
|      | |                |                                                                       | |
|      | 莫斯科建城八百周年奖章 Медаль «В память 800-летия Москвы»                                                                  | 1947年9月20日  | 截至1995年1月1日： 約1,730,000枚                                      | 授予莫斯科市工業、運輸業及其他企業、國家機關、黨、公會及其他社會團體的工作人員以及在首都及其郊區居住5年以上並積極參加城市公共事業，參加兒童教育、保育機構等工作的其他勞動人民:428。 |
|      | |                |                                                                       | |
|      | 苏维埃陆军海军三十周年奖章 Юбилейная медаль «30 лет Советской Армии и Флота»                                               | 1948年2月22日  | 截至1995年1月1日： 約3,710,920枚                                      | 授予1948年2月23日以前在蘇軍、內務部部隊、國家安全委員會部隊和機關服役的基幹軍人以及已轉為預備役或退休但軍齡在20年以上的軍官和超期服役的軍人:425。 |
|      | |                |                                                                       | |
|      | 恢復南方黑色冶金企業獎章 Медаль «За восстановление предприятий чёрной металлургии юга»                                     | 1948年5月18日  | 截至1995年1月1日： 約68,710枚                                         | 授予在重建南方黑色冶金工業中工作出色、成績突出的功勳卓著的工人、工程技術人員和管理人員:130。 |
|      | |                |                                                                       | |
|      | 守衛蘇聯國界有功獎章 Медаль «За отличие в охране государственной границы СССР»                                             | 1950年7月13日  | 截至1995年1月1日： 約67,520枚                                         | 授予在保衛蘇聯國界方面表現出的戰功和特殊功績的邊防軍部隊、其他部隊和其他公民。 |
|      | |                |                                                                       | |
|      | 維護社會秩序有功獎章 Медаль «За отличную службу по охране общественного порядка»                                           | 1950年11月1日  | 共約47,000枚                                                          | 授予在維護社會秩序中立了功，表現勇敢、奮不顧身的民警、社會治安機關工作人員、人民志願糾察隊隊員和其他公民:417。 |
|      | |                |                                                                       | |
|      | 開墾處女地獎章 Медаль «За освоение целинных земель»                                                                        | 1956年10月20日 | 截至1995年1月1日： 約1,345,520枚                                      | 授予在開墾哈薩克、西伯利亞、伏爾加流域、北高加索地區生荒地和熟荒地運動中貢獻突出的集體農莊莊員、國營農場工人、機械技術人員、建築工人和其他組織的成員，蘇聯黨組織、國家機關、公會組織工作人員，以及在開墾生荒地和熟荒地地區工作不少於2年的人員:131。 |
|      | |                |                                                                       | |
|      | 拯救溺水者獎章 Медаль «За спасение утопающих»                                                                              | 1957年2月16日  | 共約24,000枚                                                          | 授予在搶救溺水人員中，表現勇敢和不畏犧牲，具有警惕性高和機制靈活並成功預防溺水人員發生不幸，以及成功組織水上營救勤務的救生勤務人員和其他蘇聯公民以及外國公民:143。 |
|      | |                |                                                                       | |
|      | 列宁格勒建城两百五十周年奖章 Медаль «В память 250-летия Ленинграда»                                                        | 1957年5月16日  | 截至1995年1月1日： 約1,445,900枚                                      | 授予在恢復和改造城市中表現出色，以自己的勞動保障城市工業、運輸業、經濟、商業的發展和科學、文化、教育機構的順利工作，在列寧格勒及其郊區居住5年以上的該市公民，以及授予所有獲得過保衛列寧格勒獎章的公民:428。 |
|      | |                |                                                                       | |
|      | 救火勇敢獎章 Медаль «За отвагу на пожаре»                                                                                  | 1957年10月31日 | 截至1995年1月1日： 約32,690枚                                         | 授予在消滅火災和搶救人員、國家公共財產及公民財務中不怕犧牲、勇敢頑強，以及在預防爆炸、火災中表現堅定的消防隊員、地方自願組織成員、軍人及其他成員:143。 |
|      | |                |                                                                       | |
|      | 蘇聯武裝力量四十週年獎章 Юбилейная медаль «40 лет Вооружённых Сил СССР»                                                    | 1957年12月18日 | 截至1995年1月1日： 約820,080枚                                        | 授予1958年2月23日前在蘇聯武裝力量、內務部、國家安全委員會機關和部隊服役的官兵和該校學員:140。 |
|      | |                |                                                                       | |
|      | 保衛基輔獎章 Медаль «За оборону Киева»                                                                                     | 1961年6月21日  | 截至1995年1月1日： 約107,540枚                                        | 授予參與基輔保衛戰的紅軍、海軍、內務人民委員部軍人、工人隊伍與民兵。 |
|      | |                |                                                                       | |
|      | 1941-1945年偉大衛國戰爭勝利二十週年獎章 Юбилейная медаль «Двадцать лет Победы в Великой Отечественной войне 1941—1945 гг.» | 1965年5月7日   | 截至1995年1月1日： 約16,399,550枚                                     | 授予1941年至1945年間衛國戰爭參加者、游擊隊員以及在週年紀念日以前在蘇聯武裝力量中服役的所有基幹軍人:420。 |
|      | |                |                                                                       | |
|      | 苏联警察五十周年奖章 Юбилейная медаль «50 лет советской милиции»                                                           | 1967年11月21日 | 截至1995年1月1日： 409,150                                            | 授予1967年11月21日之前仍在服現役或已轉為預備役但軍齡在25年以上的蘇聯社會治安保衛部（後為蘇聯內務部）所屬機關、機構和院校的工作人員:427。 |
|      | |                |                                                                       | |
|      | 蘇聯武裝力量五十週年獎章 Юбилейная медаль «50 лет Вооружённых Сил СССР»                                                    | 1967年12月26日 | 截至1995年1月1日： 9,527,270枚                                        | 授予1968年2月23日以前在蘇軍、蘇聯社會治安保衛部部隊、國家安全委員會部隊服役的蘇聯武裝力量基幹軍人、已轉為預備役或退休但軍齡在20年以上的軍官和超期服役軍人、曾參加過保衛祖國戰鬥的赤衛隊員、游擊隊員、「蘇聯英雄」、全部三個級別的光榮勳章獲得者以及勇敢獎章、烏沙科夫獎章、戰功獎章、納希莫夫獎章、勞動英勇獎章、勞動優秀獎章、保衛蘇聯國界有功獎章、維護社會秩序獎章獲得者:140:425。 |
|      | |                |                                                                       | |
|      | 紀念列寧誕辰一百週年獎章 Юбилейная медаль «В ознаменование 100-летия со дня рождения Владимира Ильича Ленина»              | 1969年11月5日  | 忘我勞動版：約9,000,000枚 軍人英勇版：約2,000,000枚 無字版：約5,000枚 | 授予在列寧紀念日活動準備過程中及在軍事、政治訓練工作中取得優異成績的工人、集體農莊莊員、國民經濟專家、國家機關和社會組織工作人員、科學和文化活動家、蘇聯武裝力量軍人、內務部機關和部隊官兵、國家安全委員會人員，以及為建立蘇維埃政權積極參加戰鬥或保衛國家貢獻突出的人、國際共產主義運動和工人運動活動家。分為忘我勞動版、軍人英勇版以及無字版（授予外國人）:12。                     |
|      | |                |                                                                       | |
|      | 退休勞動者獎章 Медаль «Ветеран труда»                                                                                      | 1974年1月18日  | 截至1995年1月1日： 約39,197,100枚                                     | 授予多年來在國民經濟建設中，在科學、文化、國民教育、衛生、國家機關和社會組織領域一直勤勤懇懇工作的勞動者，達到退休年齡或國家承認其建立勞動功勳業已離職休養的工人、集體農莊莊員和其他職員:15。 |
|      | |                |                                                                       | |
|      | 服役優秀獎章 Медаль «За отличие в воинской службе»                                                                         | 1974年10月28日 | 截至1995年1月1日： 一級：約20,000枚 二級：約120,000枚                 | 授予在軍事、政治工作中表現突出，在服兵役過程中成績優異，以及表現勇敢並建立功勳的蘇聯武裝力量軍人:17。 |
|      | |                |                                                                       | |
|      | 1941-1945年偉大衛國戰爭勝利三十週年獎章 Юбилейная медаль «Тридцать лет Победы в Великой Отечественной войне 1941—1945 гг.» | 1975年4月25日  | 截至1995年1月1日： 約14,259,560枚                                     | 授予在蘇聯武裝力量中參加過前線戰鬥的軍人和其他人員、衛國戰爭中的游擊隊員、地下工作者，以及曾獲得1941－1945年偉大衛國戰爭戰勝德國獎章、戰勝日本獎章者和曾獲得勞動英勇獎章的後方勞動者:420。 |
|      | |                |                                                                       | |
|      | 苏联武装力量老兵奖章 Медаль «Ветеран Вооружённых Сил СССР»                                                                 | 1976年5月20日  | 共約880,000枚                                                         | 授予在蘇聯武裝力量圓滿服役25年以上，已從現役轉為預備役或退休的蘇軍、邊防部隊和內衛部隊的軍人:423。 |
|      | |                |                                                                       | |
|      | 建設貝阿鐵路獎章 Медаль «За строительство Байкало-Амурской магистрали»                                                     | 1976年10月8日  | 截至1995年1月1日： 約170,030枚                                        | 授予積極參加建設貝加爾-阿穆爾大鐵路，在建築工地工作和為其服務3年以上的工作人員:424。 |
|      | |                |                                                                       | |
|      | 改造俄羅斯聯邦非黑土地帶獎章 Медаль «За преобразование Нечерноземья РСФСР»                                                 | 1977年9月30日  | 共約25,000枚                                                          | 授予為完成俄羅斯聯邦非黑土地帶農業發展長期規劃進行突擊勞動，在該地區工作3年以上的工人、集體農莊莊員和職員:425。 |
|      | |                |                                                                       | |
|      | 蘇聯武裝力量六十週年獎章 Юбилейная медаль «60 лет Вооружённых Сил СССР»                                                    | 1978年1月28日  | 截至1995年1月1日： 約10,723,340枚                                     | 授予1978年2月23日以前在蘇軍、內衛部隊、國家安全委員會部隊和機關中服現役的軍人、參加過保衛祖國戰鬥的赤衛隊員和軍人、國內戰爭和衛國戰爭游擊隊員、已轉入預備役或退休但服役20年以上者、或服現役期間曾獲得蘇聯勳章或勇敢獎章、烏沙科夫獎章、戰功獎章、守衛國界有功獎章、納希莫夫獎章、服役優秀獎章獲得者:427。                                                                             |
|      | |                |                                                                       | |
|      | 開發西西伯利亞礦藏和發展石油天然氣綜合體獎章 Медаль «За освоение недр и развитие нефтегазового комплекса Западной Сибири»  | 1978年7月28日  | 共約38,000枚                                                          | 授予在開發西西伯利亞礦藏和發展石油天然氣綜合體工程中忘我工作的建設者，以及為開發和發展做出貢獻且工作不少於3年的科研、規劃設計和黨組織、國家機關、公會和共青團機關人員:134。 |
|      | |                |                                                                       | |
|      | 鞏固戰鬥友誼獎章 Медаль «За укрепление боевого содружества»                                                                | 1979年5月25日  | 共約20,000枚                                                          | 授予為鞏固與友好國家的戰鬥友誼和軍事合作做出貢獻的軍人與文職人員；國家安全機關、內務部工作人員和華沙公約國家公民及其他社會主義國家和友好國家的公民:19。 |
|      | |                |                                                                       | |
|      | 基辅建城一千五百周年奖章 Медаль «В память 1500-летия Киева»                                                                | 1982年5月10日  | 截至1995年1月1日： 約780,180枚                                        | 授予在恢復和改造城市中表現出色，以自己的勞動保障城市工業、運輸業、經濟、商業的發展和科學、文化、教育機構的順利工作，在基輔及其郊區居住5年以上的該市公民，以及授予所有獲得過保衛基輔獎章的公民:428。 |
|      | |                |                                                                       | |
|      | 1941-1945年偉大衛國戰爭勝利四十週年獎章 Юбилейная медаль «Сорок лет Победы в Великой Отечественной войне 1941—1945 гг.»    | 1985年4月12日  | 截至1995年1月1日： 約11,268,980枚                                     | 授予在蘇聯武裝力量中參加過前線戰鬥的軍人和其他人員、衛國戰爭中的游擊隊員、地下工作者，以及曾獲得1941－1945年偉大衛國戰爭戰勝德國獎章、戰勝日本獎章者和曾獲得勞動英勇獎章的後方勞動者:420。 |
|      | |                |                                                                       | |
|      | 蘇聯武裝力量七十週年獎章 Юбилейная медаль «70 лет Вооружённых Сил СССР»                                                    | 1988年1月28日  | 截至1995年1月1日： 約9,842,160枚                                      | 授予1988年2月23日以前在蘇軍、內衛部隊、國家安全委員會部隊和機關中服現役的軍人、參加過保衛祖國戰鬥的赤衛隊員和軍人、國內戰爭和衛國戰爭游擊隊員、已轉入預備役或退休但服役20年以上者、或服現役期間曾獲得蘇聯勳章或勇敢獎章、烏沙科夫獎章、戰功獎章、守衛國界有功獎章、納希莫夫獎章、服役優秀獎章獲得者:427。                                                                             |

## 註解
1. ↑  根據1979年蘇維埃最高主席團頒布《关于苏联勋章、奖章和荣誉称号的一般规定》（Общих положениях оборденах, медалях и почетных званиях СССР）將蘇聯國家獎勵分作勳章、獎章和榮譽稱號三類，但又另外設置「最高榮譽」，未解釋其隸屬於何者，因而成為實際上獨立的新一分類[1]:7。
2. ↑  此數不計入被列入「最高榮譽」、定位模糊的4種：蘇聯英雄、社會主義勞動英雄、英雄母親、英雄城市與英雄要塞。1988年8月22日，蘇維埃最高主席團通過《關於對蘇聯榮譽稱號制度的部份修改》（О внесении некоторых изменений в систему почетных званий СССР）決議，廢除先前9種不含「最高榮譽」在內的「榮譽稱號」，另設5種[1]:9，不含「最高榮譽」在內餘15種[2]。
3. 1 2  張新平與李義男載於《俄罗斯东欧中亚研究》一文——「苏联的勋赏体系及其历史启示」記蘇聯國家勳賞共設有4種「最高榮譽」稱號、21種勳章和57種獎章，但實際上其中的圓滿服役獎章為部門勳章（Ведомственная медаль），為蘇聯國防部長、蘇聯內政部長與蘇聯國家安全委員會主席設置與頒發[20]，故去除之。

## 資料來源
1. 1 2  Малинкин, А. Н. . исторический журнал: научные исследования. 2012, 6 (12)  [2021-05-26]. （原始内容存档于2021-05-26） （俄语）.
2. 1 2 3 4 5 6 7 8 9 10 11 12 13 14 15  . Интернет архив законодательства СССР. 1988-08-22  [2012-02-23]. （原始内容存档于2014-07-14） （俄语）.
3. 1 2 3 4 5 6 7 8 9 10 11 12 13 14  張新平; 李義男. . 《俄罗斯东欧中亚研究》. 2017, (6). ISSN 1671-8461 （中文）.
4. 1 2  赫英斌. . 北京: 北京藝術與科學電子出版社. 2013-08. ISBN 978-7-89429-252-0.
5. 1 2 3 4 5 6 7 8 9 10 11 12  学研編集部. . 学習研究社. 2001. ISBN 9784056024234 （日语）.
6. 1 2  . Аргументы и Факты.   [2013-11-30]. （原始内容存档于2013-11-20） （俄语）.
7. 1 2  . Интернет архив законодательства СССР. 1918-09-16  [2012-03-25]. （原始内容存档于2013-05-30） （俄语）.
8. 1 2  . Истории России. 2012  [2013-02-15]. （原始内容存档于2012-11-10） （俄语）.
9. 1 2 3 4 5 6 7 8 9 10 11 12 13 14 15 16 17 18 19 20 21 22 23 24 25 26 27 28 29 30 31 32 33 34 35 36 37 38 39 40 41 42 43 44 45 46 47 48 49 50 51  徐海燕、孙浩. . 金城出版社. 2007. ISBN 9787800849299 （中文）.
10. ↑  . kp.ru. 1918-09-16  [2012-03-25]. （原始内容存档于2012-05-03） （俄语）.
11. 1 2  Henry Sakaida. . Osprey. 2003. ISBN 9781841765983 （英语）.
12. 1 2  . gumer.info.   [2013-11-30]. （原始内容存档于2014-08-22） （俄语）.
13. ↑  . gumer.info.   [2013-11-30]. （原始内容存档于2016-03-05） （俄语）.
14. 1 2 3 4  С. Шишков / S. Shishkov. . Ворон. 1996 （俄语）.
15. ↑  . gumer.info.   [2013-11-30]. （原始内容存档于2016-03-05） （俄语）.
16. ↑  . gumer.info.   [2013-11-30]. （原始内容存档于2016-03-05） （俄语）.
17. 1 2 3  . biografia.ru.   [2013-11-30]. （原始内容存档于2012-05-07） （俄语）.
18. ↑  . 网易新闻中心.   [2013-11-30]. （原始内容存档于2012-02-02） （中文）.
19. ↑  閻巨錄. . 《俄罗斯中亚东欧研究》. 1989, (2). ISSN 1671-8461 （中文）.
20. ↑  . cris9.auers.ru.   [2021-07-04]. （原始内容存档于2021-08-02） （俄语）.
21. ↑  齊天印. . 中国人才. 1986, (11). ISSN 1003-4072 （中文）.
22. ↑  . mondvor.narod.ru.   [2018-10-21]. （原始内容存档于2021-05-26）.
23. 1 2 3 4 5 6  唐思; 谢亮 (编). . 北京: 中国长安出版社. 2015. ISBN 978-7-5107-0870-1 （中文）.
24. 1 2 3 4 5 6 7 8 9 10  . mondvor.narod.ru.   [2021-06-26]. （原始内容存档于2017-05-30） （俄语）.
25. 1 2 3 4 5 6  . warheroes.ru.   [2021-06-26]. （原始内容存档于2020-07-08） （俄语）.
26. 1 2 3 4  . ОРДЕНА И МЕДАЛИ СССР.   [2017-07-01]. （原始内容存档于2017-06-21） （俄语）.
27. ↑  . Интернет архив законодательства СССР. 1944-07-08  [2012-02-25]. （原始内容存档于2014-07-14） （俄语）.
28. ↑  Илья Маневич. . ЛитРес. 2017-09-05  [2019-12-01]. ISBN 978-5-457-93213-5. （原始内容存档于2020-08-29） （俄语）.
29. ↑  . xn----8sbeb4bxaelofk.xn--p1ai.   [2021-06-26]. （原始内容存档于2020-12-01） （俄语）.
30. ↑  . www.libussr.ru.   [2021-06-26]. （原始内容存档于2021-05-22） （俄语）.
31. ↑  . base.garant.ru.   [2021-06-26]. （原始内容存档于2019-05-13） （俄语）.
32. 1 2 3  . allfaler.ru.   [2021-06-27]. （原始内容存档于2020-02-22） （俄语）.
33. 1 2  . allfaler.ru.   [2021-06-27]. （原始内容存档于2021-06-27） （俄语）.
34. ↑  Рублёв, Валерий. . yavarda.ru. 2018-04-24  [2023-01-15]. （原始内容存档于2023-01-15） （俄语）.
35. 1 2 3 4  . Интернет архив законодательства СССР. 1958-08-14  [2012-02-23]. （原始内容存档于2014-07-14） （俄语）.
36. ↑  Симонов, А.А. . Москва: Авиамир. 2009. ISBN 978-5-904399-05-4 （俄语）.
37. 1 2  . mondvor.narod.ru.   [2021-06-28]. （原始内容存档于2020-12-05） （俄语）.
38. ↑  . РИА Новости. 2016-04-14  [2021-05-25]. （原始内容存档于2021-05-25） （俄语）.
39. ↑  . mondvor.narod.ru.   [2021-06-27]. （原始内容存档于2017-07-02） （俄语）.
40. ↑  . izhig.ru.   [2013-02-17]. （原始内容存档于2013-08-29） （俄语）.
41. ↑  . Интернет архив законодательства СССР. 1965-01-26  [2012-02-21]. （原始内容存档于2015-07-21） （俄语）.
42. 1 2  . mondvor.narod.ru.   [2021-06-28]. （原始内容存档于2017-07-02） （俄语）.
43. 1 2  . mondvor.narod.ru.   [2021-06-28]. （原始内容存档于2020-12-05） （俄语）.
44. 1 2  . mondvor.narod.ru.   [2021-06-27]. （原始内容存档于2020-12-05） （俄语）.
45. 1 2  . mondvor.narod.ru.   [2021-06-27]. （原始内容存档于2020-12-05） （俄语）.
46. 1 2  . mondvor.narod.ru.   [2021-06-27]. （原始内容存档于2021-01-18） （俄语）.
47. 1 2  . mondvor.narod.ru.   [2021-06-28]. （原始内容存档于2016-10-01） （俄语）.
48. ↑  . Интернет архив законодательства СССР. 1981-12-28  [2012-02-25]. （原始内容存档于2014-07-14） （俄语）.
49. 1 2  . softsalo.com.   [2012-02-25]. （原始内容存档于2016-03-04） （俄语）.
50. 1 2  . mondvor.narod.ru.   [2021-06-28]. （原始内容存档于2021-01-18） （俄语）.
51. 1 2  . mondvor.narod.ru.   [2021-06-28]. （原始内容存档于2021-01-18） （俄语）.
52. 1 2  . mondvor.narod.ru.   [2021-06-28]. （原始内容存档于2021-01-18） （俄语）.
53. 1 2 3 4  . mondvor.narod.ru.   [2021-06-28]. （原始内容存档于2020-12-05） （俄语）.
54. 1 2  . mondvor.narod.ru.   [2021-06-28]. （原始内容存档于2020-12-05） （俄语）.
55. 1 2 3 4  . www.libussr.ru.   [2021-06-28]. （原始内容存档于2020-02-22） （俄语）.
56. ↑  . www.allfaler.ru.   [2021-06-28]. （原始内容存档于2020-02-07） （俄语）.
57. ↑  . mondvor.narod.ru.   [2021-06-26]. （原始内容存档于2017-07-03） （俄语）.
58. ↑  . Интернет архив законодательства СССР. 1924-08-01  [2012-03-25]. （原始内容存档于2013-06-26） （俄语）.
59. 1 2  . mondvor.narod.ru.   [2021-06-26]. （原始内容存档于2016-05-06） （俄语）.
60. 1 2  . mondvor.narod.ru.   [2021-06-26]. （原始内容存档于2017-07-03） （俄语）.
61. 1 2  . mondvor.narod.ru.   [2021-06-26]. （原始内容存档于2017-07-03） （俄语）.
62. ↑  . Интернет архив законодательства СССР. 1930-04-06  [2012-03-27]. （原始内容存档于2013-06-22） （俄语）.
63. ↑  . Интернет архив законодательства СССР. 1930-05-05  [2012-03-27]. （原始内容存档于2013-06-23） （俄语）.
64. ↑  . ОРДЕНА И МЕДАЛИ СССР.   [2012-03-27]. （原始内容存档于2017-07-03） （俄语）.
65. 1 2  . mondvor.narod.ru.   [2021-06-26]. （原始内容存档于2017-07-03） （俄语）.
66. 1 2  . mondvor.narod.ru.   [2021-06-26]. （原始内容存档于2017-07-04） （俄语）.
67. ↑  . Интернет архив законодательства СССР. 2011-10-11  [2012-03-26]. （原始内容存档于2016-03-04） （俄语）.
68. 1 2 3 4  . mondvor.narod.ru.   [2021-06-26]. （原始内容存档于2017-07-04） （俄语）.
69. 1 2 3 4  . Интернет архив законодательства СССР. 2011-10-11  [2012-03-26]. （原始内容存档于2013-06-28） （俄语）.
70. 1 2 3 4  . mondvor.narod.ru.   [2021-06-26]. （原始内容存档于2017-07-05） （俄语）.
71. 1 2  . mondvor.narod.ru.   [2021-06-26]. （原始内容存档于2017-07-05） （俄语）.
72. 1 2 3 4  . mondvor.narod.ru.   [2021-06-26]. （原始内容存档于2021-06-13） （俄语）.
73. 1 2  . mondvor.narod.ru.   [2021-06-26]. （原始内容存档于2017-07-05） （俄语）.
74. 1 2  . mondvor.narod.ru.   [2021-06-26]. （原始内容存档于2017-07-05） （俄语）.
75. ↑  . Интернет архив законодательства СССР. 1943-11-08  [2012-02-25]. （原始内容存档于2014-07-14） （俄语）.
76. 1 2 3  . mondvor.narod.ru.   [2021-06-26]. （原始内容存档于2017-07-06） （俄语）.
77. ↑  . Интернет архив законодательства СССР. 1944-03-03  [2012-02-12]. （原始内容存档于2014-07-14） （俄语）.
78. 1 2 3  . mondvor.narod.ru.   [2021-06-26]. （原始内容存档于2017-07-06） （俄语）.
79. ↑  . Интернет архив законодательства СССР. 1944-03-03  [2012-03-26]. （原始内容存档于2014-07-14） （俄语）.
80. 1 2 3  . mondvor.narod.ru.   [2021-06-26]. （原始内容存档于2017-07-06） （俄语）.
81. 1 2  . mondvor.narod.ru.   [2021-06-26]. （原始内容存档于2017-07-06） （俄语）.
82. 1 2  . mondvor.narod.ru.   [2021-06-26]. （原始内容存档于2017-07-06） （俄语）.
83. ↑  . www.libussr.ru.   [2021-06-26]. （原始内容存档于2019-09-04） （俄语）.
84. ↑  . mondvor.narod.ru.   [2021-06-26]. （原始内容存档于2017-07-06） （俄语）.
85. 1 2  . mondvor.narod.ru.   [2021-06-26]. （原始内容存档于2017-07-06） （俄语）.
86. ↑  . Интернет архив законодательства СССР. 1974-10-28  [2012-02-26]. （原始内容存档于2014-07-14） （俄语）.
87. 1 2  . mondvor.narod.ru.   [2021-06-26]. （原始内容存档于2016-11-26） （俄语）.
88. 1 2  . mondvor.narod.ru.   [2021-06-26]. （原始内容存档于2017-05-30） （俄语）.
89. 1 2  . mondvor.narod.ru.   [2021-06-26]. （原始内容存档于2017-05-30） （俄语）.
90. 1 2  . mondvor.narod.ru.   [2021-06-26]. （原始内容存档于2017-05-30） （俄语）.
91. 1 2  . mondvor.narod.ru.   [2021-06-26]. （原始内容存档于2017-05-30） （俄语）.
92. 1 2  . mondvor.narod.ru.   [2021-06-26]. （原始内容存档于2017-05-30） （俄语）.
93. ↑  . bigenc.ru.   [2021-06-26]. （原始内容存档于2020-05-06） （俄语）.
94. 1 2 3  . mondvor.narod.ru.   [2021-06-26]. （原始内容存档于2010-02-28） （俄语）.
95. 1 2 3  . mondvor.narod.ru.   [2021-06-26]. （原始内容存档于2021-01-18） （俄语）.
96. 1 2 3  . mondvor.narod.ru.   [2021-06-26]. （原始内容存档于2017-05-30） （俄语）.
97. 1 2 3  . mondvor.narod.ru.   [2021-06-26]. （原始内容存档于2017-05-30） （俄语）.
98. 1 2  . mondvor.narod.ru.   [2021-06-26]. （原始内容存档于2017-05-31） （俄语）.
99. 1 2  . mondvor.narod.ru.   [2021-06-26]. （原始内容存档于2017-05-31） （俄语）.
100. 1 2  . mondvor.narod.ru.   [2021-06-26]. （原始内容存档于2017-06-02） （俄语）.
101. 1 2 3  . mondvor.narod.ru.   [2021-06-26]. （原始内容存档于2017-06-02） （俄语）.
102. 1 2 3  . mondvor.narod.ru.   [2021-06-26]. （原始内容存档于2012-01-06） （俄语）.
103. 1 2  . mondvor.narod.ru.   [2021-06-26]. （原始内容存档于2021-02-27） （俄语）.
104. 1 2 3  . mondvor.narod.ru.   [2021-06-26]. （原始内容存档于2017-06-02） （俄语）.
105. 1 2  . mondvor.narod.ru.   [2021-06-26]. （原始内容存档于2017-06-02） （俄语）.
106. 1 2  . mondvor.narod.ru.   [2021-06-26]. （原始内容存档于2017-06-02） （俄语）.
107. 1 2 3  . mondvor.narod.ru.   [2021-06-26]. （原始内容存档于2017-06-02） （俄语）.
108. 1 2 3  . mondvor.narod.ru.   [2021-06-26]. （原始内容存档于2017-06-02） （俄语）.
109. 1 2 3  . mondvor.narod.ru.   [2021-06-26]. （原始内容存档于2017-06-02） （俄语）.
110. 1 2 3  . mondvor.narod.ru.   [2021-06-26]. （原始内容存档于2021-01-18） （俄语）.
111. 1 2 3  . mondvor.narod.ru.   [2021-06-26]. （原始内容存档于2021-02-27） （俄语）.
112. 1 2 3  . mondvor.narod.ru.   [2021-06-26]. （原始内容存档于2017-06-02） （俄语）.
113. 1 2 3  . mondvor.narod.ru.   [2021-06-26]. （原始内容存档于2017-06-02） （俄语）.
114. 1 2 3  . mondvor.narod.ru.   [2021-06-26]. （原始内容存档于2021-01-12） （俄语）.
115. 1 2  . mondvor.narod.ru.   [2021-06-26]. （原始内容存档于2016-12-06） （俄语）.
116. 1 2  . mondvor.narod.ru.   [2021-06-26]. （原始内容存档于2017-06-02） （俄语）.
117. 1 2  . mondvor.narod.ru.   [2021-06-26]. （原始内容存档于2017-06-02） （俄语）.
118. 1 2  . mondvor.narod.ru.   [2021-06-26]. （原始内容存档于2017-06-18） （俄语）.
119. 1 2 3 4 5 6 7  唐思; 谢亮; 刚寒峰 (编). . 北京: 中国长安出版社. 2014-04. ISBN 978-7-5107-0709-4 （中文）.
120. 1 2 3  . mondvor.narod.ru.   [2021-06-26]. （原始内容存档于2017-06-02） （俄语）.
121. 1 2  . mondvor.narod.ru.   [2021-06-26]. （原始内容存档于2011-12-21） （俄语）.
122. 1 2  . mondvor.narod.ru.   [2021-06-27]. （原始内容存档于2017-06-03） （俄语）.
123. 1 2  . mondvor.narod.ru.   [2021-06-27]. （原始内容存档于2017-01-18） （俄语）.
124. 1 2  . mondvor.narod.ru.   [2021-06-27]. （原始内容存档于2017-06-03） （俄语）.
125. 1 2  . mondvor.narod.ru.   [2021-06-27]. （原始内容存档于2017-06-03） （俄语）.
126. 1 2  . mondvor.narod.ru.   [2021-06-26]. （原始内容存档于2017-06-03） （俄语）.
127. 1 2 3  . mondvor.narod.ru.   [2021-06-26]. （原始内容存档于2017-06-13） （俄语）.
128. 1 2  . mondvor.narod.ru.   [2021-06-27]. （原始内容存档于2017-06-13） （俄语）.
129. 1 2  . mondvor.narod.ru.   [2021-06-26]. （原始内容存档于2017-06-13） （俄语）.
130. 1 2  . mondvor.narod.ru.   [2021-06-26]. （原始内容存档于2017-06-13） （俄语）.
131. 1 2 3 4  . mondvor.narod.ru.   [2021-06-27]. （原始内容存档于2017-01-25） （俄语）.
132. 1 2  . mondvor.narod.ru.   [2021-06-27]. （原始内容存档于2017-06-13） （俄语）.
133. 1 2  . mondvor.narod.ru.   [2021-06-27]. （原始内容存档于2012-01-06） （俄语）.
134. 1 2  . mondvor.narod.ru.   [2021-06-27]. （原始内容存档于2017-06-13） （俄语）.
135. 1 2  . mondvor.narod.ru.   [2021-06-27]. （原始内容存档于2021-02-27） （俄语）.
136. 1 2  . mondvor.narod.ru.   [2021-06-27]. （原始内容存档于2017-06-13） （俄语）.
137. 1 2  . mondvor.narod.ru.   [2021-06-27]. （原始内容存档于2021-01-18） （俄语）.
138. 1 2  . mondvor.narod.ru.   [2021-06-27]. （原始内容存档于2017-06-13） （俄语）.
139. 1 2  . mondvor.narod.ru.   [2021-06-27]. （原始内容存档于2021-02-27） （俄语）.
140. 1 2  . mondvor.narod.ru.   [2021-06-27]. （原始内容存档于2017-06-13） （俄语）.
141. 1 2  . mondvor.narod.ru.   [2021-06-27]. （原始内容存档于2017-06-13） （俄语）.
142. 1 2  . mondvor.narod.ru.   [2021-06-27]. （原始内容存档于2017-06-13） （俄语）.
143. 1 2  . mondvor.narod.ru.   [2021-06-27]. （原始内容存档于2017-06-13） （俄语）.